# Musée Unterlinden
Le musée Unterlinden est un musée d'art situé à Colmar dans le Haut-Rhin. Il est géré, depuis plus de 150 ans, par la Société Schongauer, association de droit local dotée d’une autonomie financière et administrative. Il bénéficie de l'appellation musée de France, contrôlée par le service des Musées de France. Autour du cloître gothique du XIIIe siècle se déploient les collections du XVe au XVIIIe siècle. Les œuvres modernes et contemporaines sont présentées depuis 2015 dans une extension réalisée par les architectes Herzog & de Meuron. L'œuvre la plus célèbre, le retable d'Issenheim, est exposée dans l'ancienne église conventuelle.

## Historique
Les collections archéologiques et médiévales sont conservées dans l'ancien couvent des Dominicaines d'Unterlinden (Unter Linden signifie « sous les tilleuls »).
Après le départ des moniales à la Révolution de 1789, les bâtiments, peu à peu laissés à l’abandon, servent de caserne militaire jusqu’au milieu du XIXe siècle. Plusieurs événements vont alors contribuer à la naissance du musée : la création de la Société Schongauer et l’organisation d’un cabinet des estampes par Louis Hugot en 1847, la découverte à Bergheim en 1848 d’une mosaïque gallo-romaine qui est déposée dans l'église d'Unterlinden. Enfin, dès 1852, les œuvres issues du séquestre révolutionnaire sont transférées dans l’ancien couvent des Dominicaines. Ainsi, les bâtiments conventuels sont sauvés de la démolition et le musée ouvre ses portes au public le 3 avril 1853.

## Collections
Le musée Unterlinden est essentiellement connu pour être une vitrine de l’art rhénan en France avec ses remarquables collections de peintures et de sculptures représentatives de l’art des XVe et XVIe siècles, une période durant laquelle le Rhin supérieur a connu un véritable âge d’or. Une grande partie de la collection d'art ancien rassemblée à Colmar lors de la Révolution vient des églises et couvents de la région colmarienne. À ce fonds primitif où se côtoient le retable d'Issenheim, la crucifixion de Colmar, le retable de Bergheim, sont venus s'ajouter de nombreuses œuvres acquises tout au long du XXe siècle.
Au premier étage sont également présentés la collection d'arts décoratifs, remarquable par sa diversité (de belles pièces de mobilier des XVIIe et XVIIIe siècles côtoient notamment un ensemble de faïences et de porcelaines des manufactures de l’Est de la France du XVIIe et  XIXe siècle et des trésors d’orfèvrerie profane et religieuse), et les arts et traditions populaires d'Alsace (objets témoignant de la tradition culinaire alsacienne du XVIIe au XIXe siècle, mobilier alsacien, jouets d'enfants du XVIIe au début du XXe siècle...).
Au sous-sol, les collections archéologiques offrent un aperçu à peu près complet des différentes étapes de l'évolution de l'Homme, à travers d'innombrables objets de la vie domestique ou de contextes funéraires, découverts pour la plupart dans la moitié nord du Haut-Rhin. On peut citer une mosaïque gallo-romaine datant du IIIe siècle découverte à Bergheim. Au sous-sol également était présentée la section d'art moderne, transférée depuis 2015 dans l’extension conçue par le cabinet d’architectes bâlois Herzog & de Meuron. Dès l’ouverture du musée Unterlinden au public en 1853, la Société Martin Schongauer a consacré une place importante aux artistes de son temps. La collection d’art moderne s’est développée véritablement à partir des années 1960 grâce à d’importantes acquisitions et donations, et ne se limite plus au cadre régional. Dans un premier temps, la collection s’est organisée autour des artistes du milieu du XXe siècle (Bazaine, Bissière, Debré, Dubuffet, Soulages…), puis autour de l’établissement d’un panorama de l’art français : Delaunay, Monet (La vallée de la Creuse, 1889), Picasso (Tête d'homme au chapeau de paille, 1971), Renoir, Rouault. Depuis les années 1990, la section d’art moderne s’est enrichie autour de deux axes : les années 1930-60 (Bram Van Velde, Bissière, Geer Van Velde, Fautrier, Hélion, Magnelli...) et les rapports entre la France et l’Allemagne (Baumeister, Bissier, Otto Dix, Grosz, Beckmann…).

### Collection Florine Langweil
Le musée Unterlinden a reçu en don, entre 1914 et 1958, environ 250 œuvres d'art, dont une majorité d'art extrême oriental de Florine Langweil, une marchande d'art et collectionneuse originaire de Wintzenheim. Parmi ces dons figurent notamment une collection de 61 tsubas (gardes de sabres du Japon) de XVe au XVIIIe siècle, des boîtes à médicaments japonaises des XVIe au XVIIIe siècle, une peinture de l’époque Ming du XVIe siècle et des statuettes et des tuiles de faîtage, des vases Han. Parmi les dons figurent aussi des tableaux comme le portrait de Joseph Le Coeur d'Auguste Renoir, un portrait de Florine Langweil avec ses deux filles par Jacques-Emile Blanche, Vue du port d’Edouard Dufeu, Vieille paysanne de Théodule Ribot, Marché à Venise de Lucien Simon. Le 13 juillet 1923, le musée d’Unterlinden inaugure la salle Langweil, où est exposée sa collection d’objets extrême-orientaux. Cette collection ne fait plus que l'objet d'expositions occasionnelles, comme, en 2014, à l'occasion des 150 ans de relations entre l’Alsace et le Japon.

## Œuvres exposées
Parmi les pièces maîtresses des collections du musée Unterlinden, de nombreuses œuvres de l'artiste colmarien Martin Schongauer (XVe siècle), réputé pour ses gravures admirées déjà par Albrecht Dürer.

### Peinture
La réputation internationale du musée est due au chef-d'œuvre qu'est le retable d'Issenheim, peint par Matthias Grünewald entre 1512 et 1516 pour la commanderie des Antonins d’Issenheim, un village situé à une vingtaine de kilomètres de Colmar. La partie sculptée est due à Nicolas de Haguenau (vers 1515). Transféré en 1852 dans l’église de l’ancien couvent des Dominicaines d’Unterlinden, le retable constitue le joyau du musée qui s’y organise alors.
Le musée comprend aussi notamment :
- Crucifixion au Dominicain (entre 1410-1415, huile sur sapin) de Hermann Schadeberg, marquée par les caractéristiques du gothique international[5] ;
- Portrait de femme (vers 1510, huile sur bois) de Hans Holbein l'Ancien, seule peinture de cet artiste conservée dans un musée français, de style gothique tardif et déjà empreint des nouveautés de la Renaissance[6] ;
- le retable de la collégiale Saint-Martin représentant « L’Entrée du Christ à Jérusalem » et « La Cène » (1465, huile sur sapin) de Caspar Isenmann, exposé jusqu'en 1720 dans la Collégiale Saint-Martin de la ville[7] ;
- le Retable d'Orlier sur le thème de « L'Annonciation » (entre 1470-1475, huile sur sapin) de Martin Schongauer, provenant de la commanderie des Antonins d'Issenheim[8] ;
- Noli me tangere (retable des Dominicains) (vers 1480, huile sur sapin) de Martin Schongauer, triptyque présentant la Passion du Christ (sur seize panneaux en intérieur) et les Sept Joies de la Vierge (en huit peintures extérieures)[9] ;
- Nature morte aux bouteilles et aux livres (vers 1530 ?, huile sur bois), artiste anonyme d'Allemagne du Nord ;
- La Crucifixion (vers 1515, huile sur bois) de Lucas Cranach l'Ancien ;
- La Mélancolie (1532, huile sur bois) de Lucas Cranach l'Ancien, s'inspirant de la gravure Melencolia de Dürer[10] ;
- le retable du Tempelhof (vers 1445-1450) de Jost Haller qui se trouvait initialement à Bergheim[11] ;
- le retable de saint Jean-Baptiste (1526)[12] ;
- Le miracle de la résurrection des poulets rôtis (vers 1470), scène du miracle de la potence.

### Sculpture
- La Vierge de Niedermorschwihr (vers 1500, sur tilleul), iconographie de la Vierge à l'Enfant et probablement originaire d'un atelier strasbourgeois[13] ;
- le retable de Bergheim (1515-1517, sur tilleul) de Veit Wagner qui reprend notamment Saint Georges terrassant le dragon, l'Annonciation et l'Adoration des Bergers[14] ;
- L’Adoration des mages (vers 1525, sur tilleul) par un artiste anonyme (H. L.)[15] ;
- Le Martyre de sainte Catherine (vers 1520-1525, tilleul) par un artiste anonyme (H. L.)[16].

### Gravure
- La Vierge au perroquet (1470-1475, burin sur cuivre) de Martin Schongauer qui s'est sans doute inspiré de primitifs flamands comme ceux de Dirck Bouts[17] ;
- La Tentation de saint Antoine (1470-1475, burin sur cuivre) de Martin Schongauer, non sans rappeler des œuvres de Bosch ou Grünewald[18] ;
- Ecce Homo (1475-1480, burin sur cuivre) de Martin Schongauer, scène de la Passion du Christ[19] ;
- Deux Hommes marchant de compagnie (1480-1485, burin sur cuivre) de Martin Schongauer[20] ;
- La Fuite en Égypte (vers 1470-1475) de Martin Schongauer[21] ;
- Première Vierge folle (vers 1480-1485) de Martin Schongauer[22].

## Galeries

### Peinture

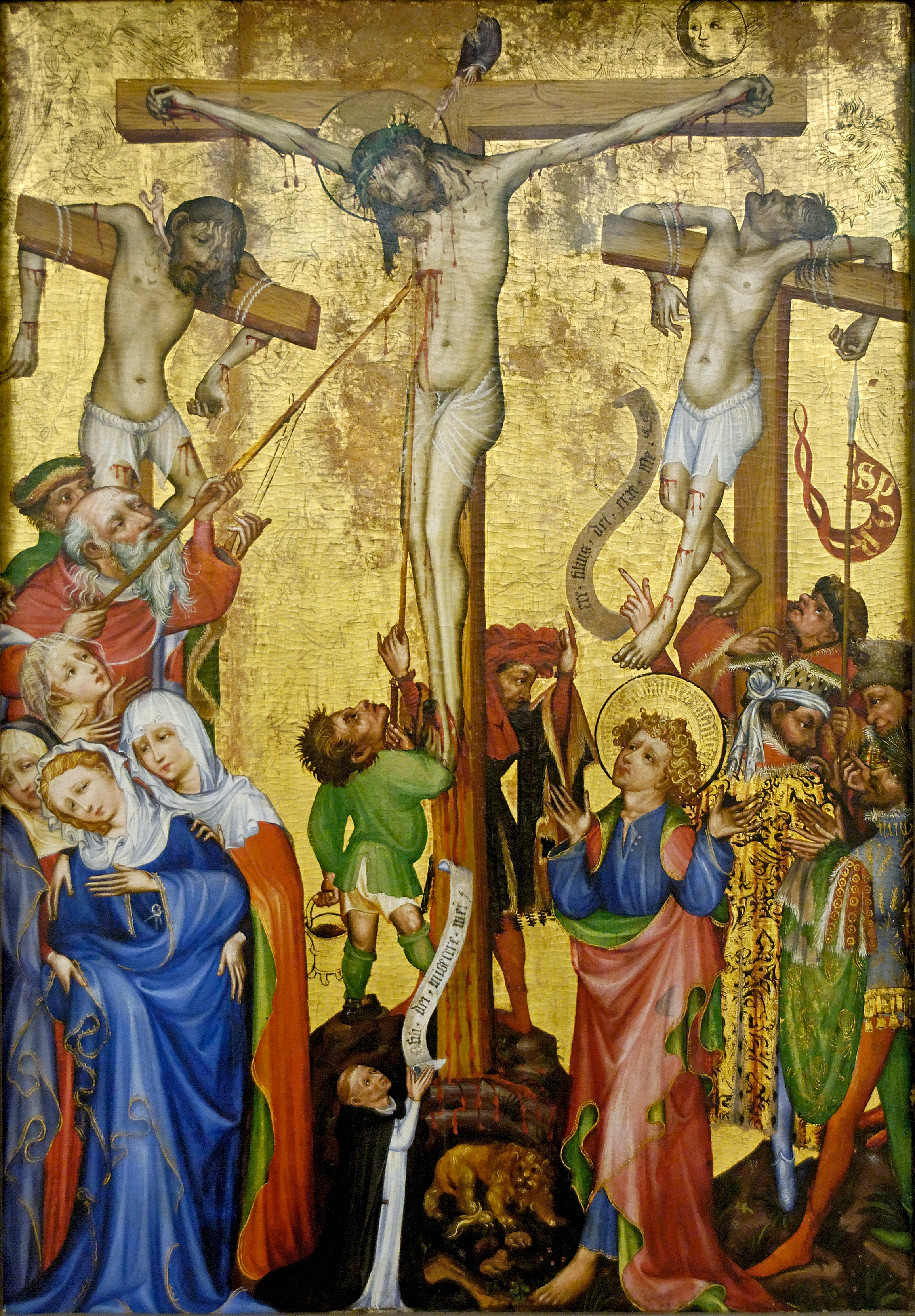
Maître de la Crucifixion au dominicain, Crucifixion au dominicain (vers 1410—1415).
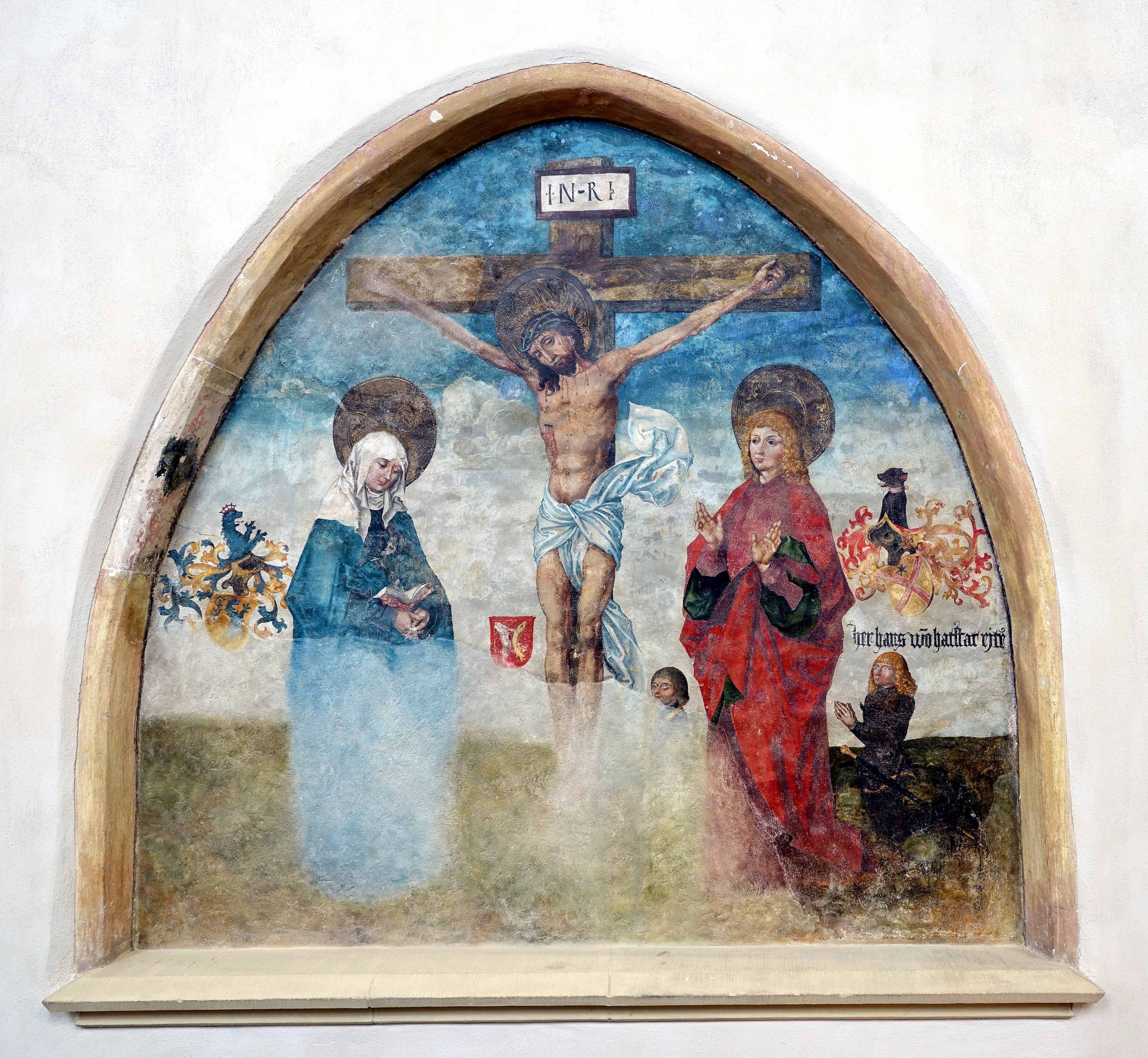
Crucifixion (vers 1480).
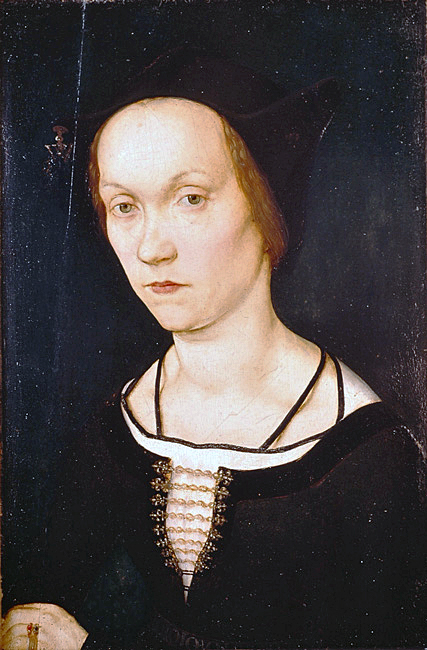
Hans Holbein l'Ancien, Portrait de femme (vers 1510).
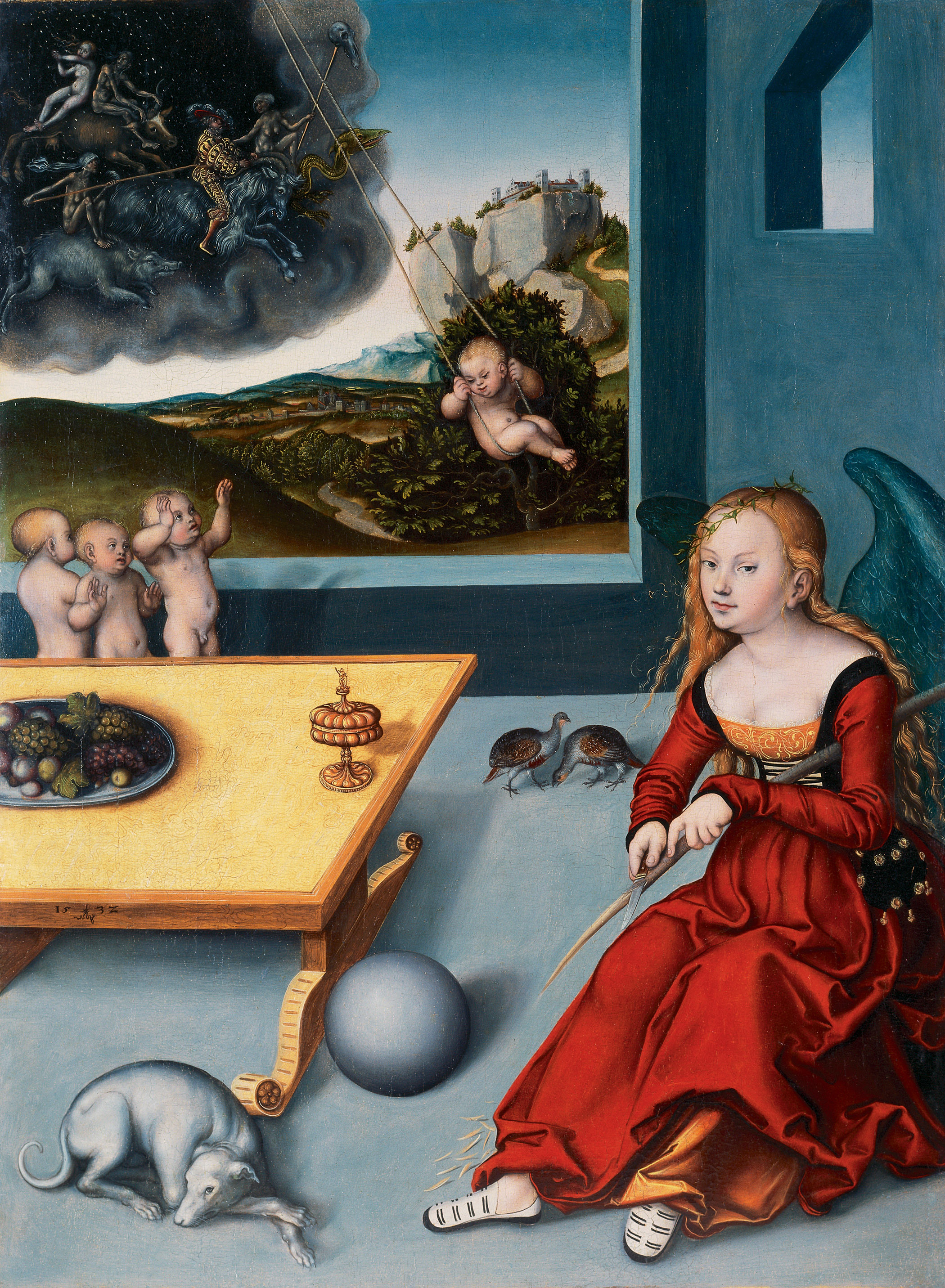
Lucas Cranach l'Ancien, La Mélancolie (1532).
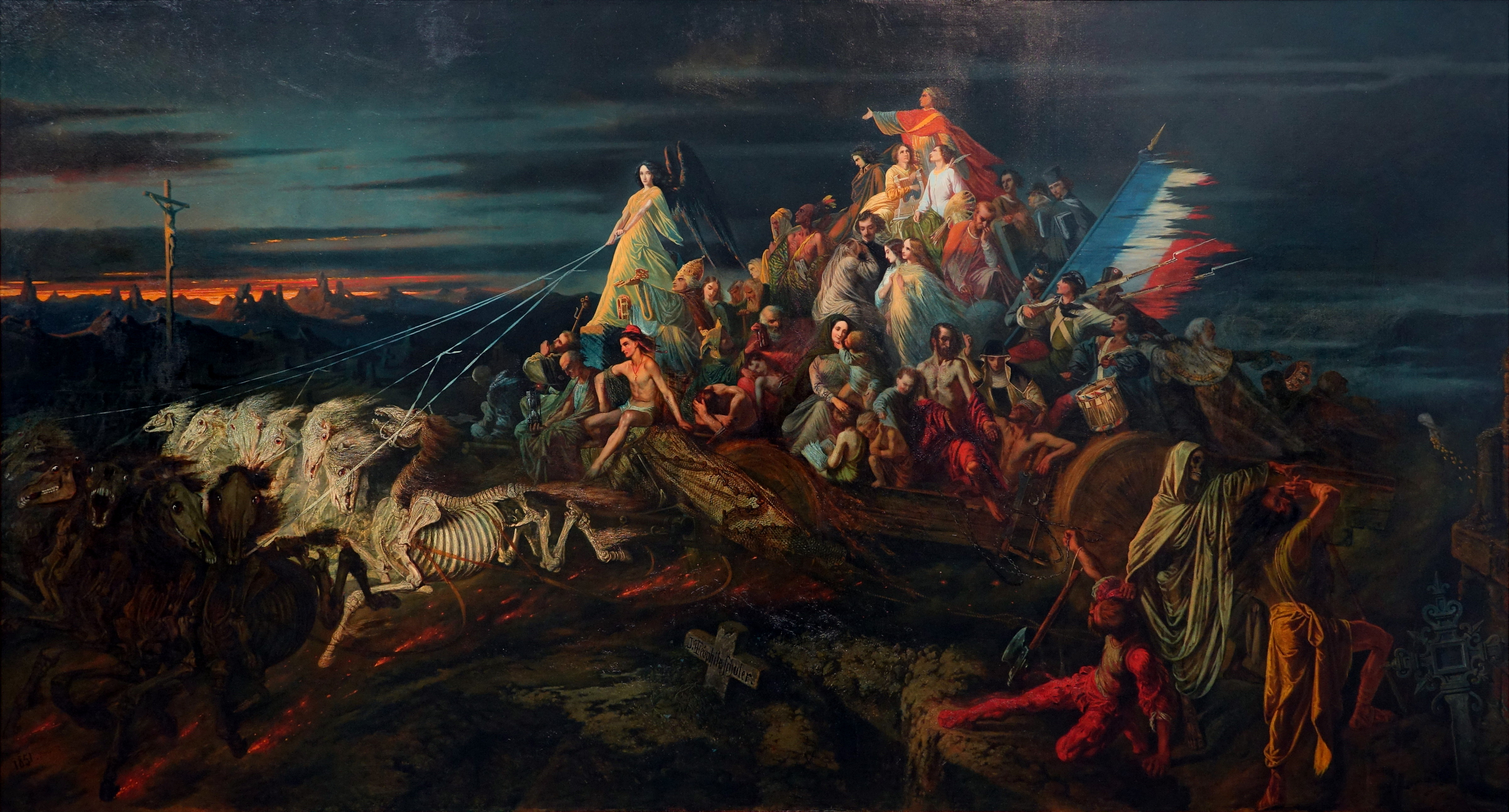
Théophile Schuler, Le char de la mort (1848).
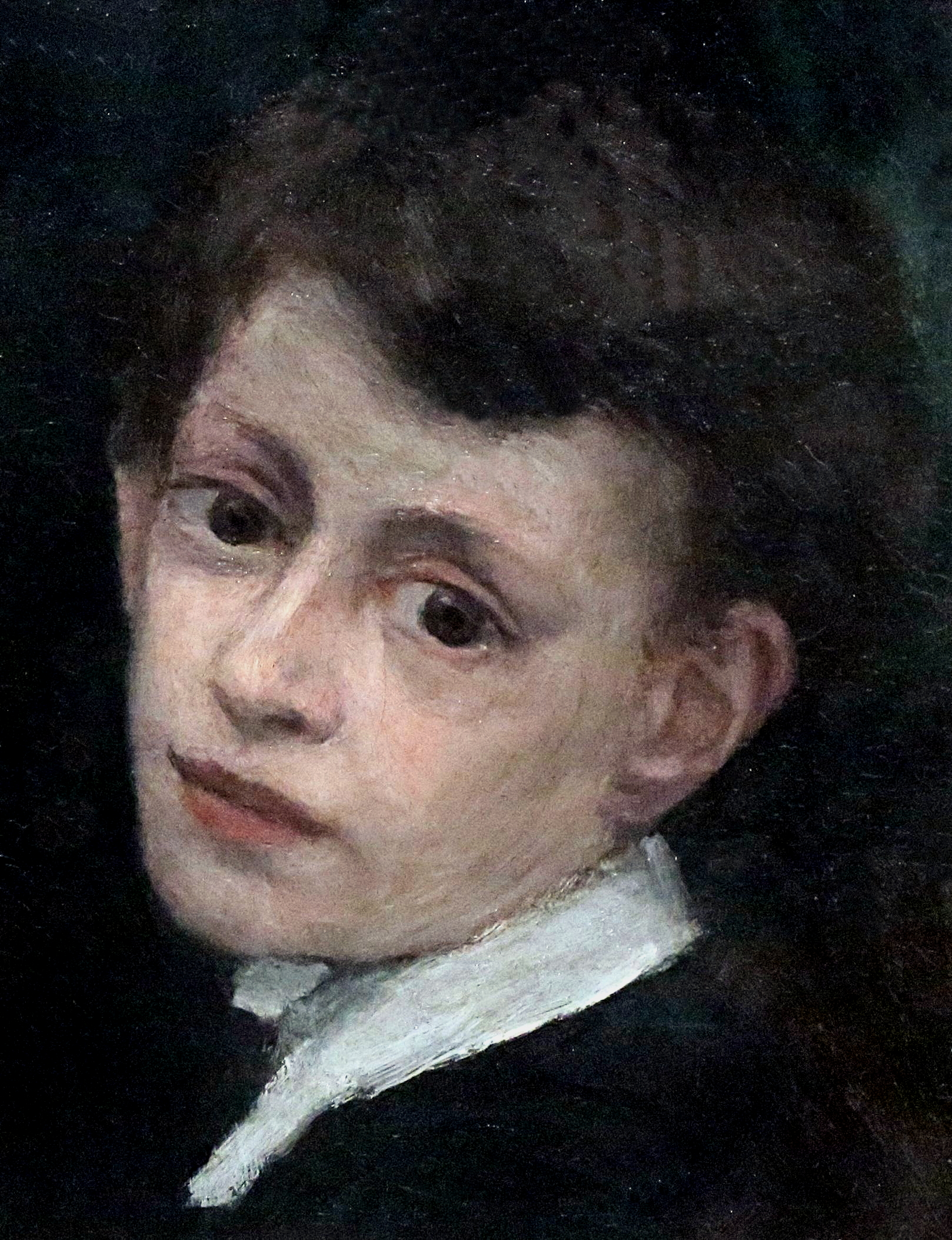
Auguste Renoir, Portrait de Joseph Le Cœur (vers 1870—1872)
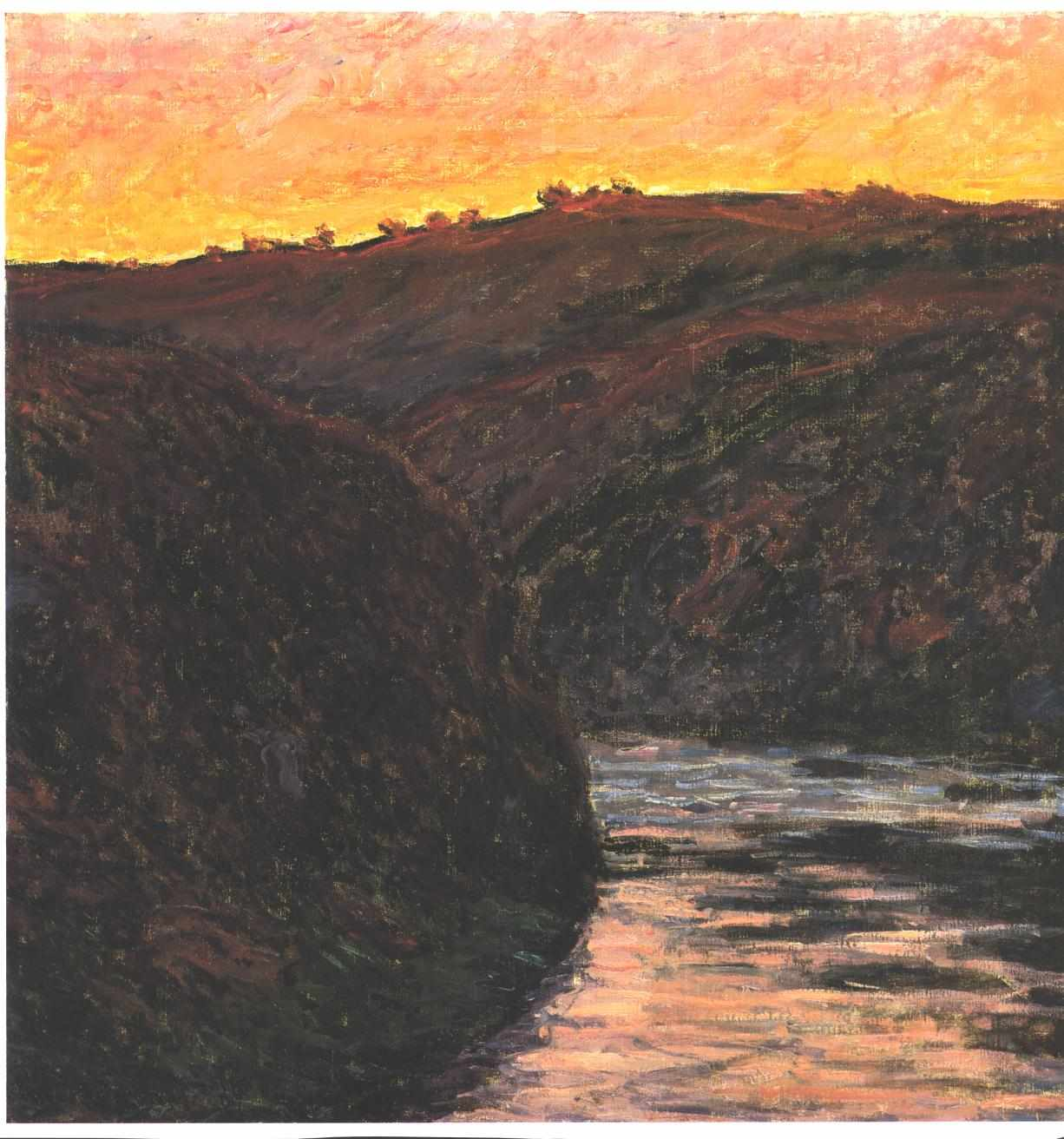
Claude Monet, Vallée de la Creuse au soleil couchant (1889).
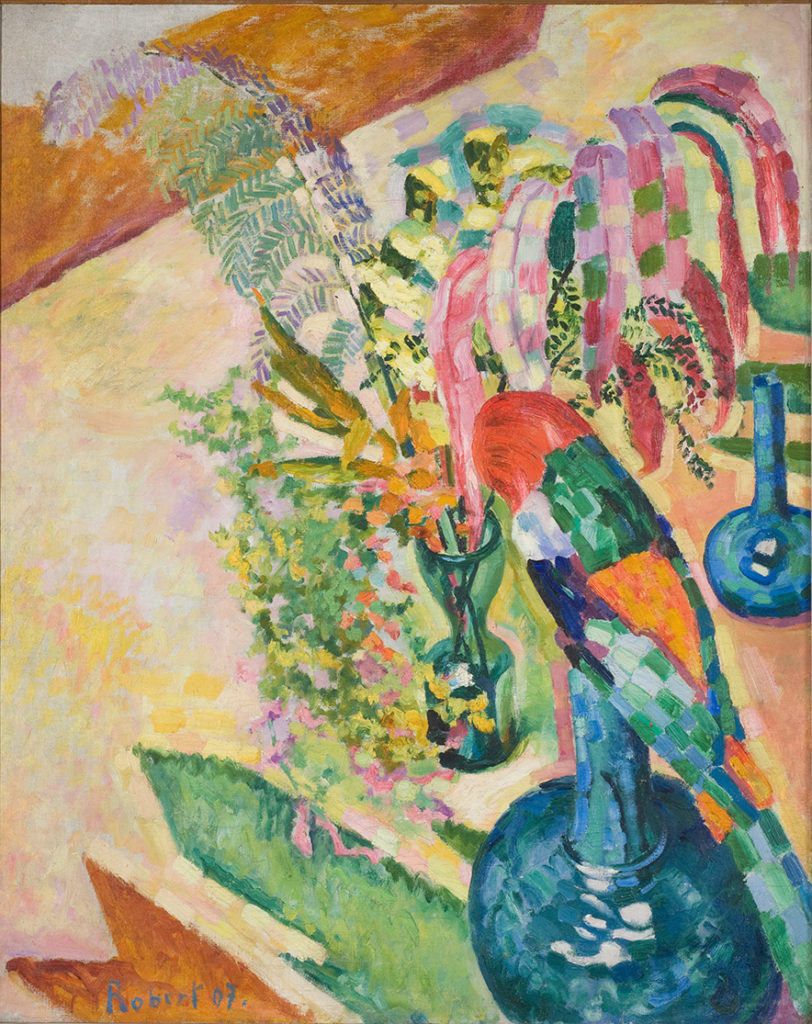
Robert Delaunay, Nature morte au perroquet (1907).
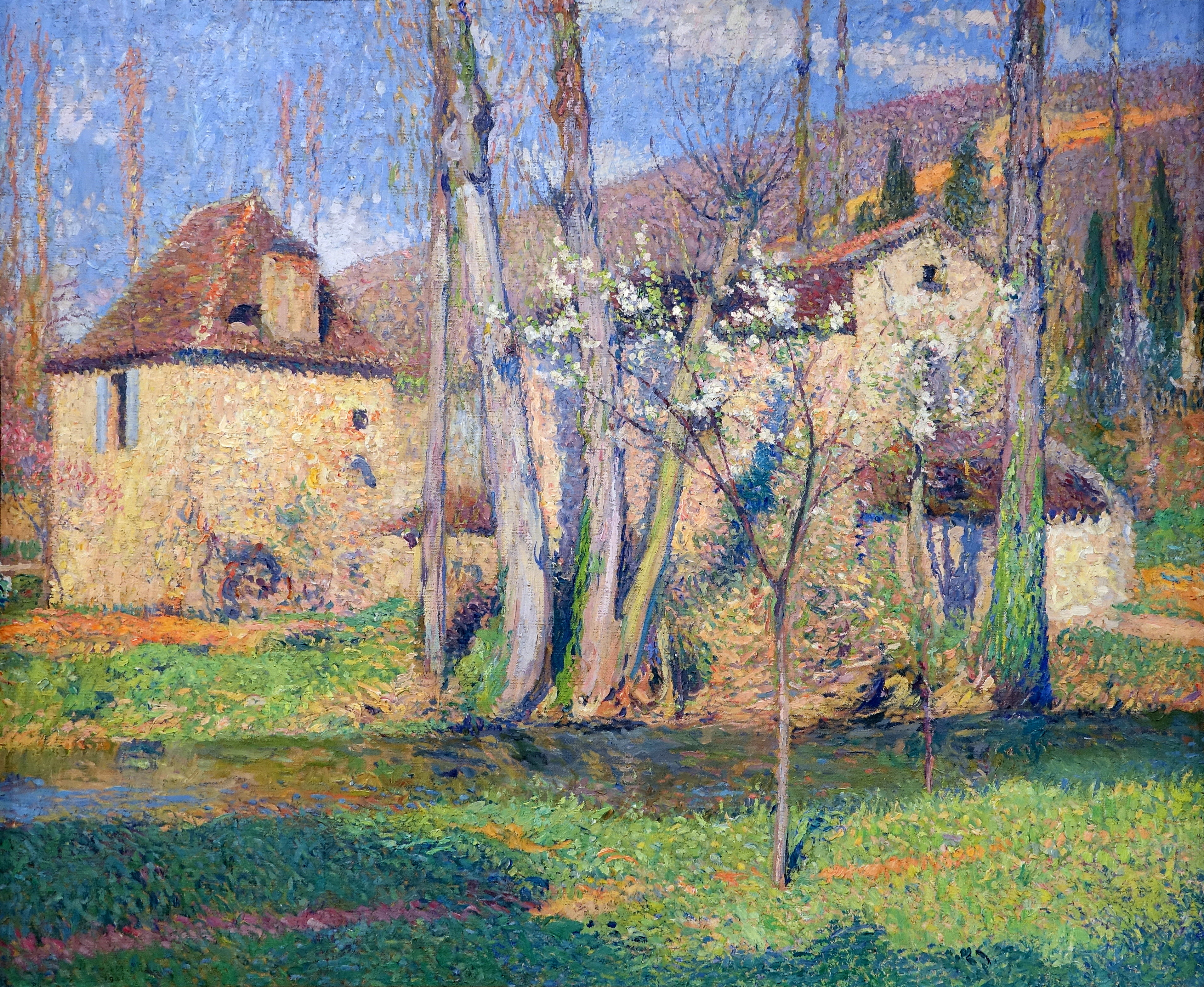
Henri Martin, Chaumières au printemps (1910).
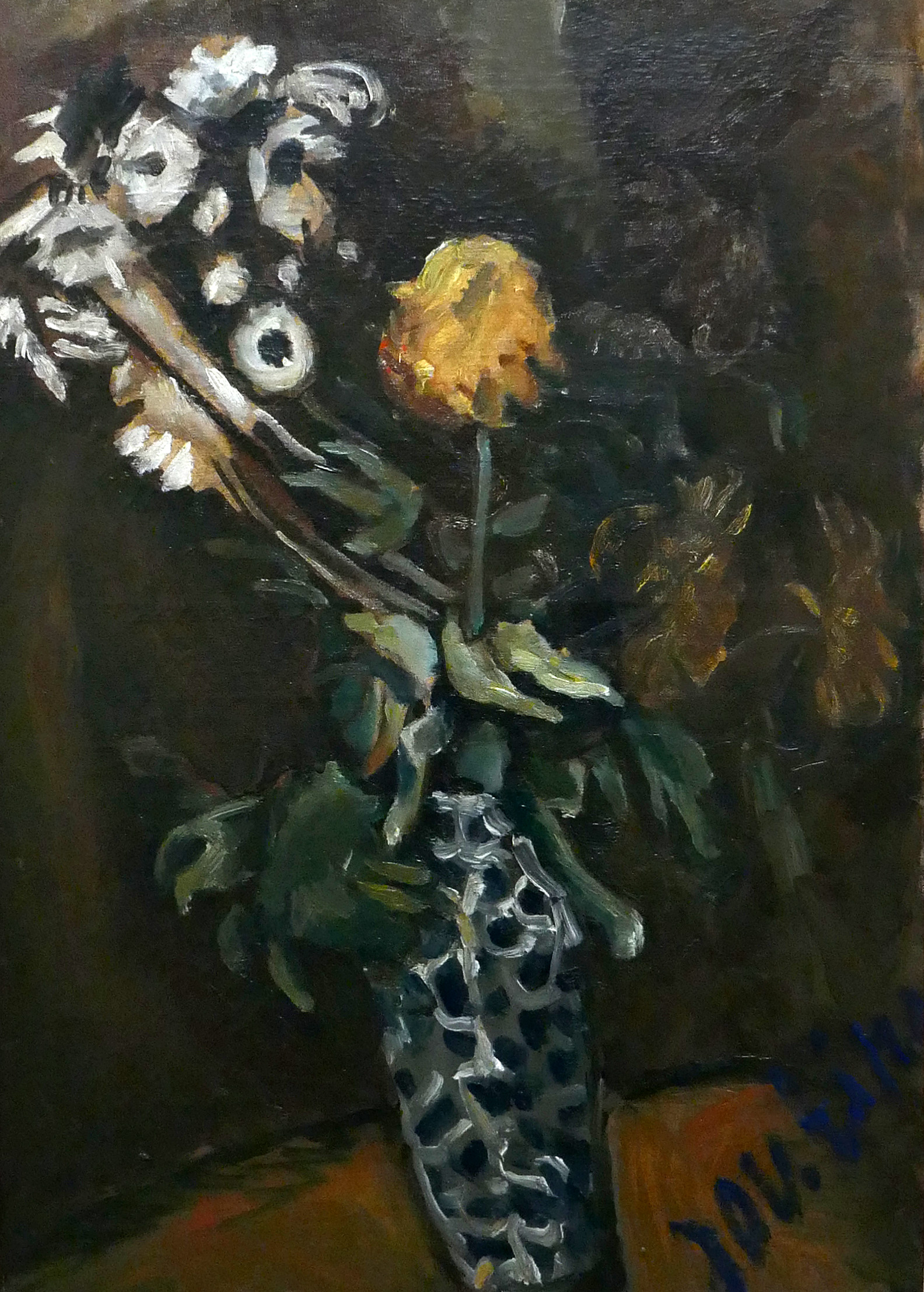
Chaïm Soutine, Le Vase de fleurs (1918).
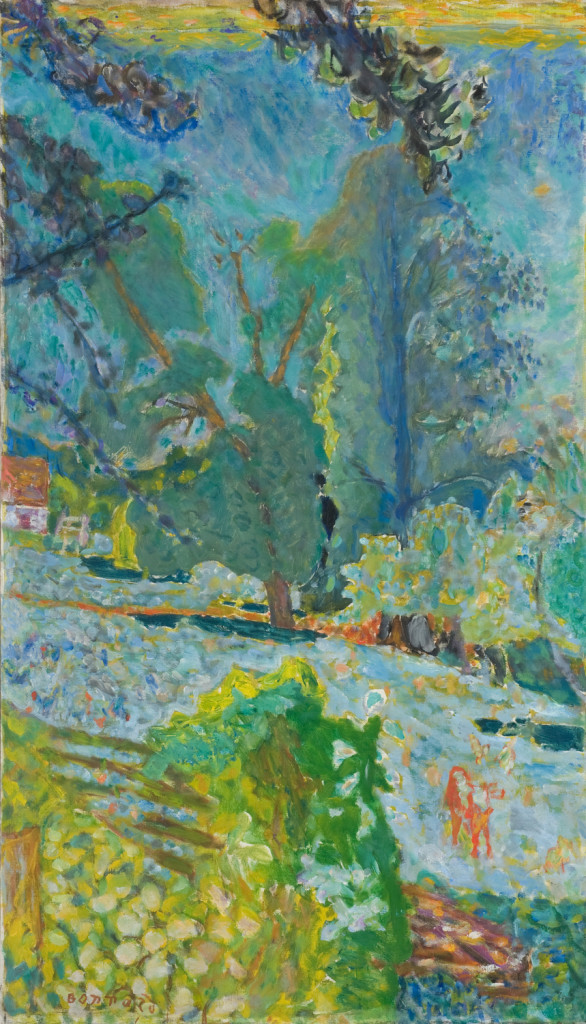
Pierre Bonnard, Paysage normand (1920).
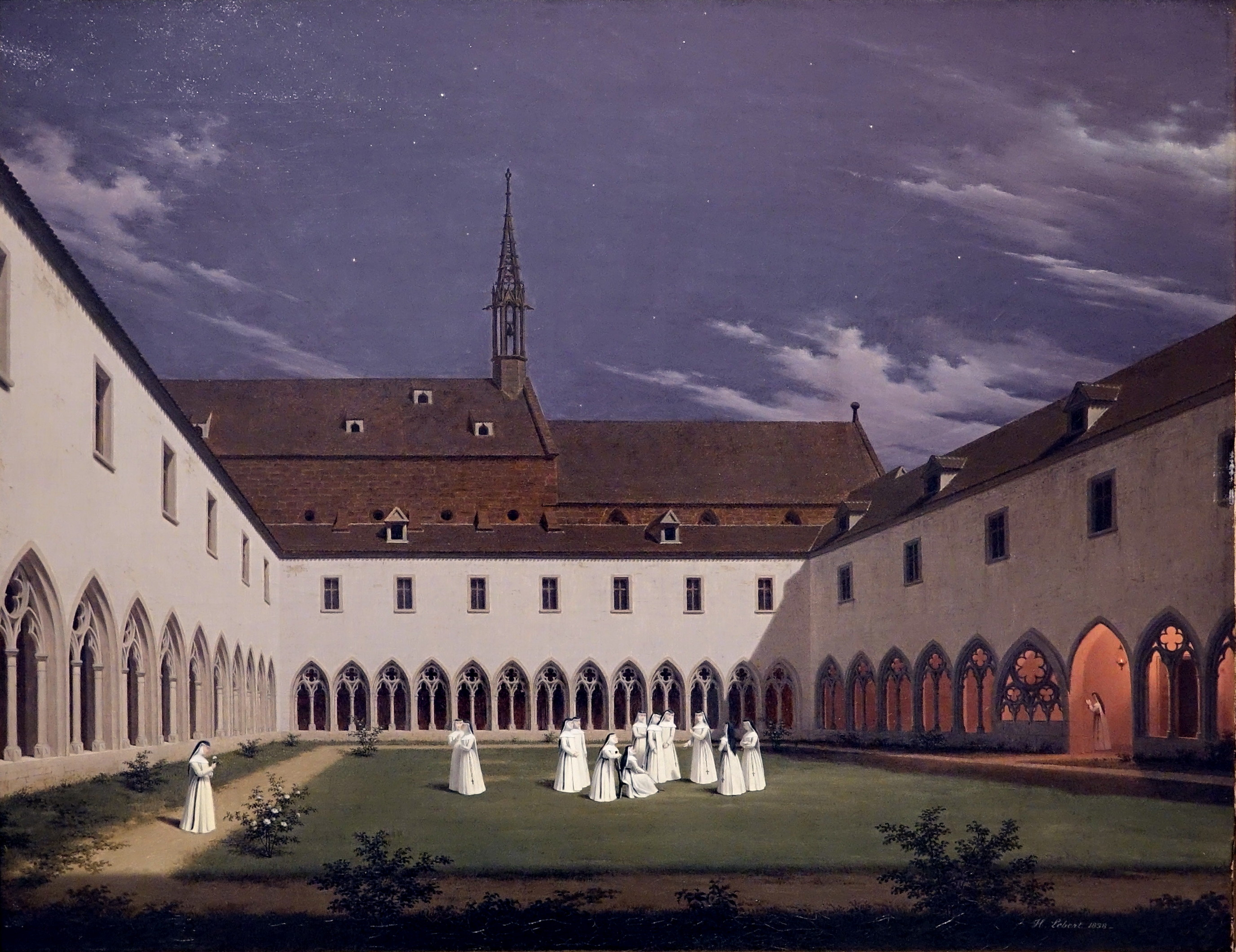
Henri Lebert, Couvent des Unterlinden (1838).
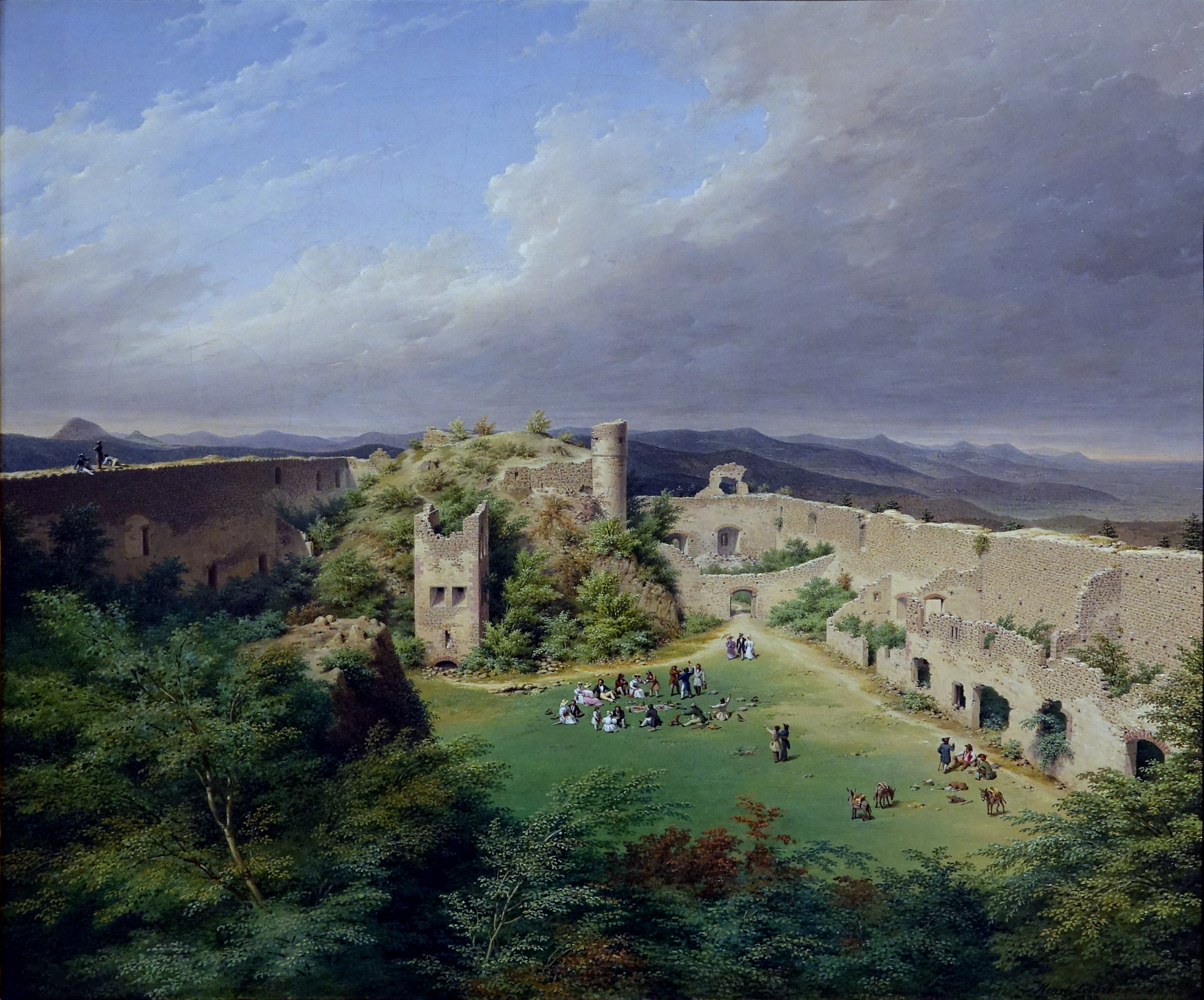
Henri Lebert, Vue du Haut-Landsbourg (1833).
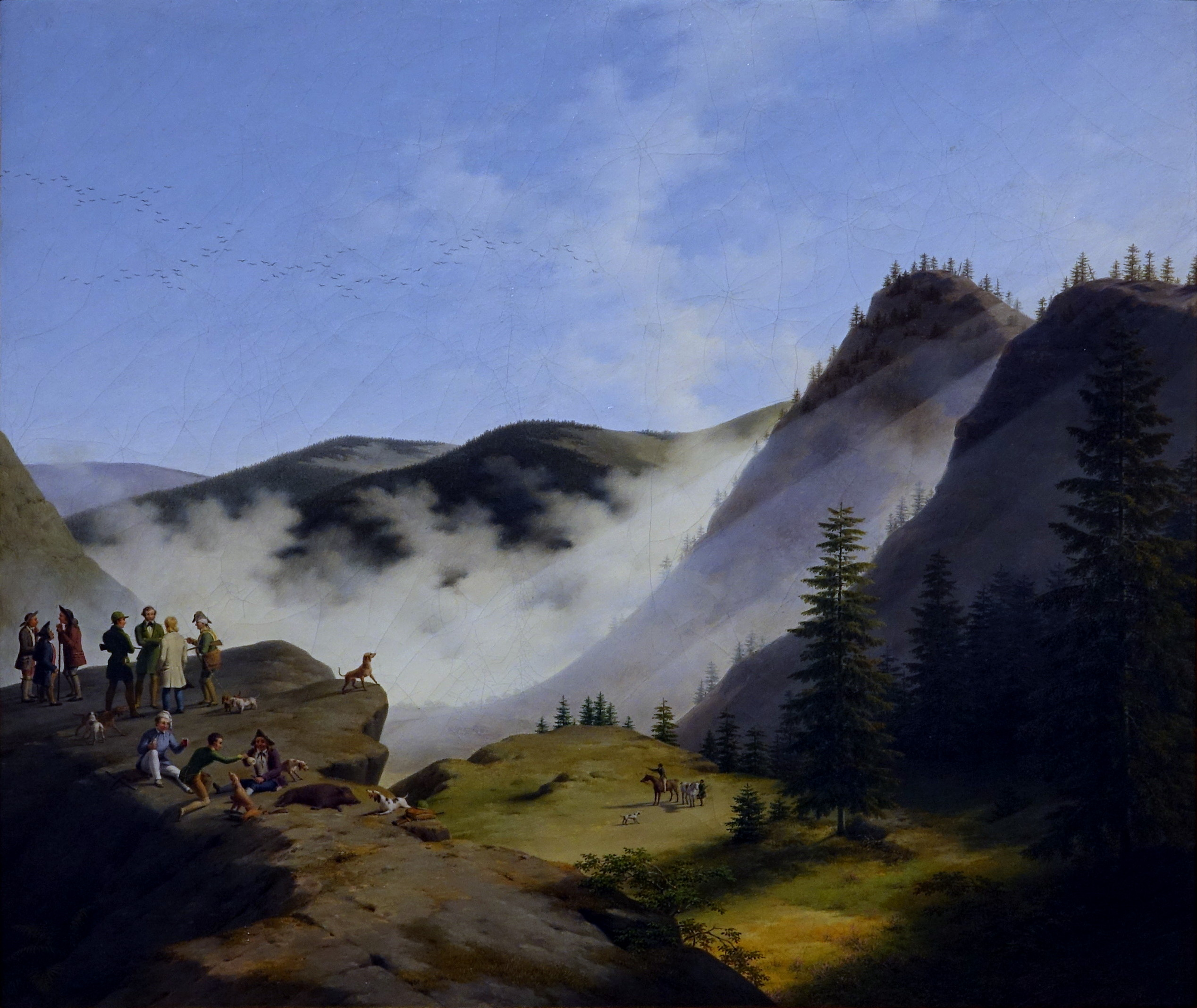
Henri Lebert, À la Wormsa (vers 1828).

#### Retables notables

Matthias Grünewald, retable d'Issenheim
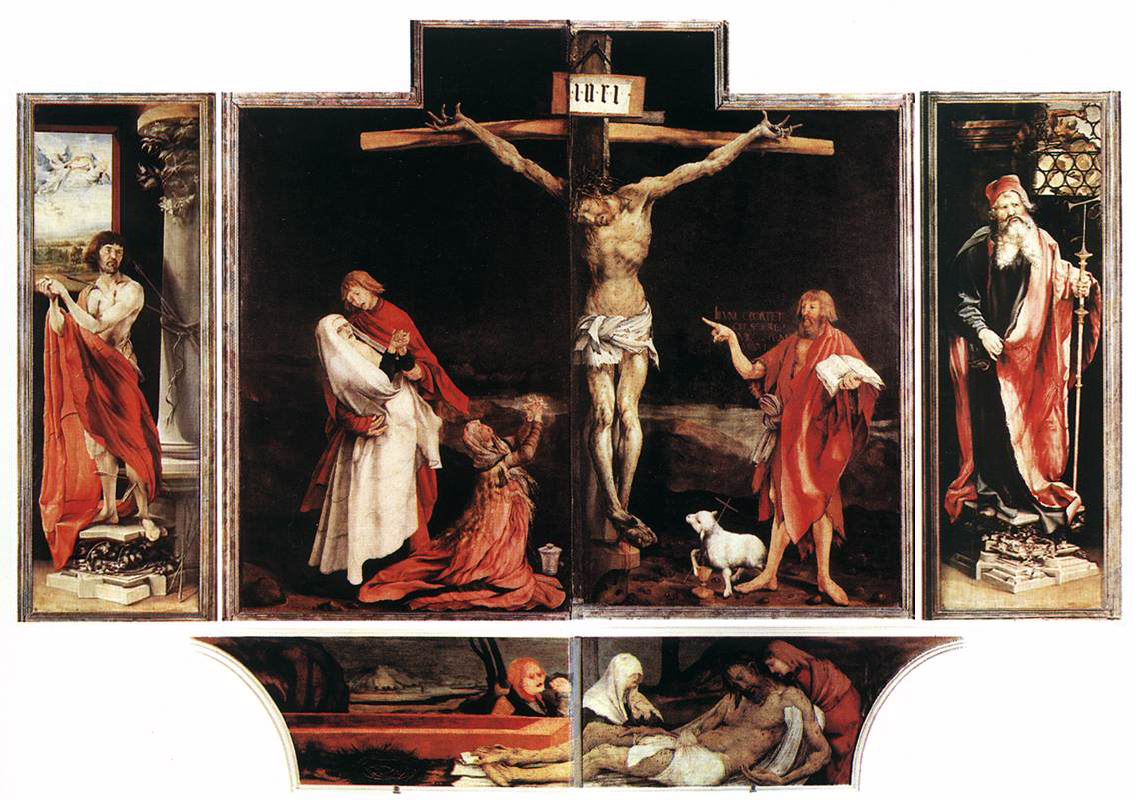
Saint Sébastien / Crucifixion et Saint Jean Baptiste / Saint Antoine abbé / Lamentation.
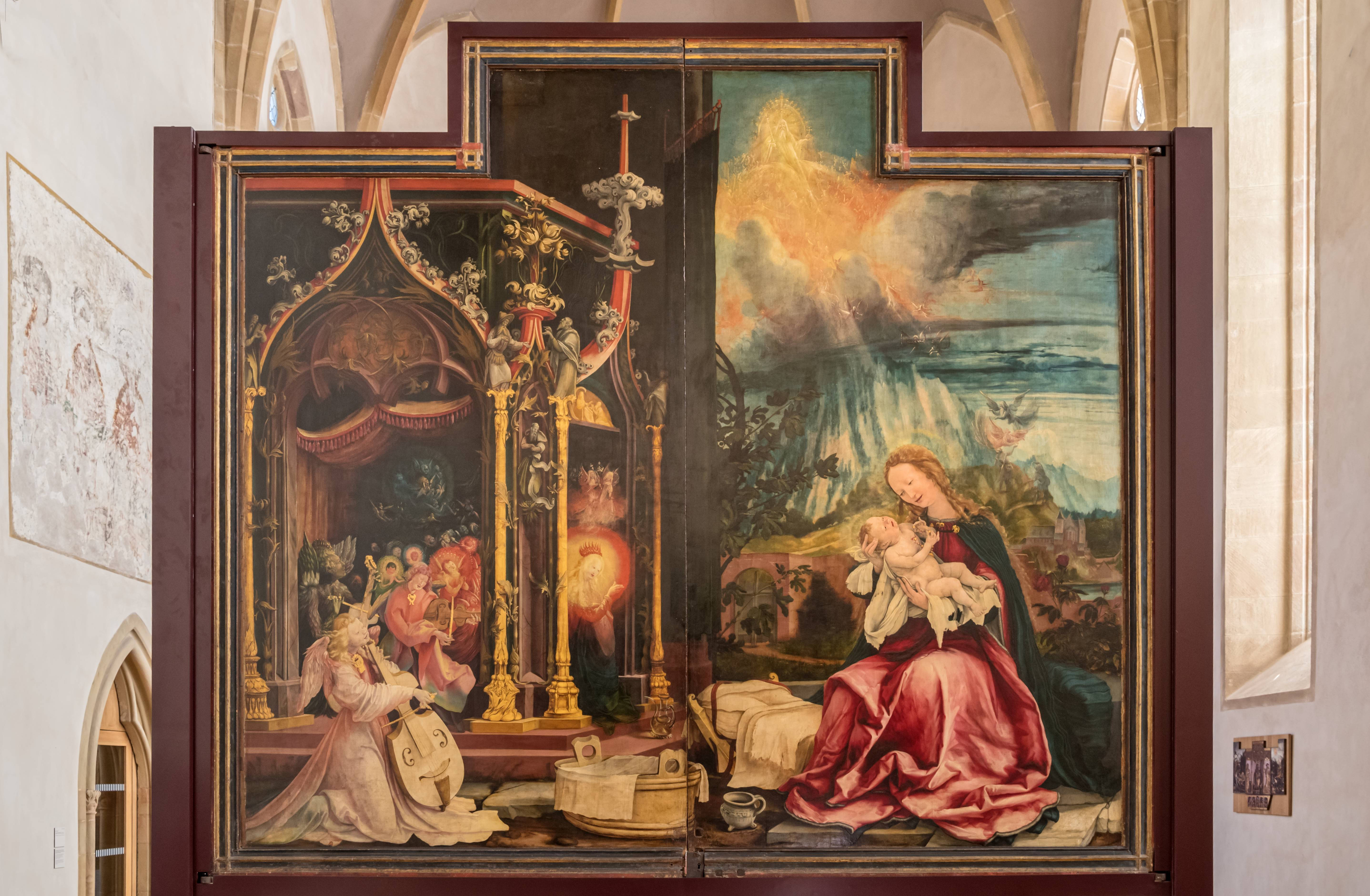
Concert des anges et Nativité.
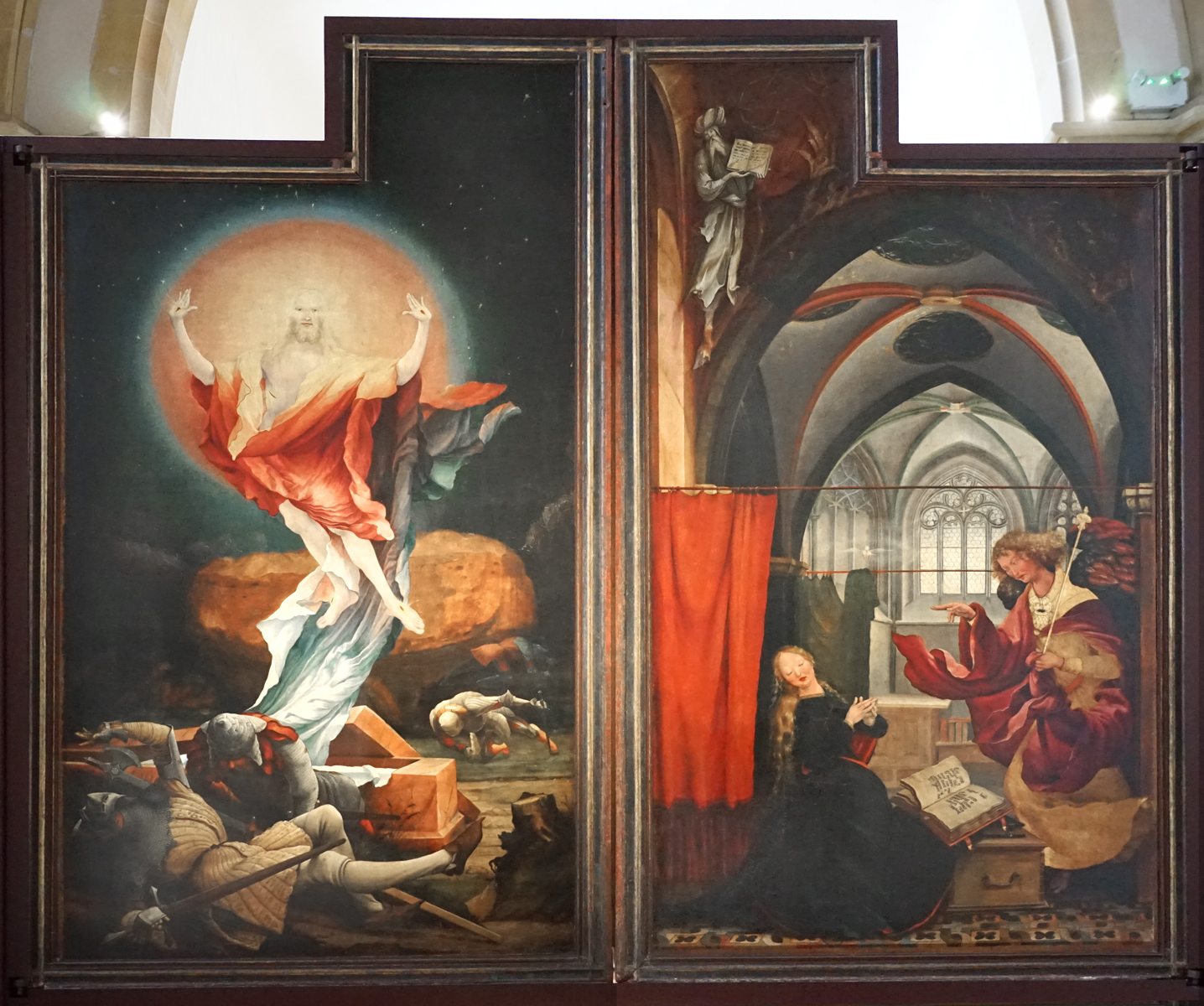
Annonciation / Résurrection.
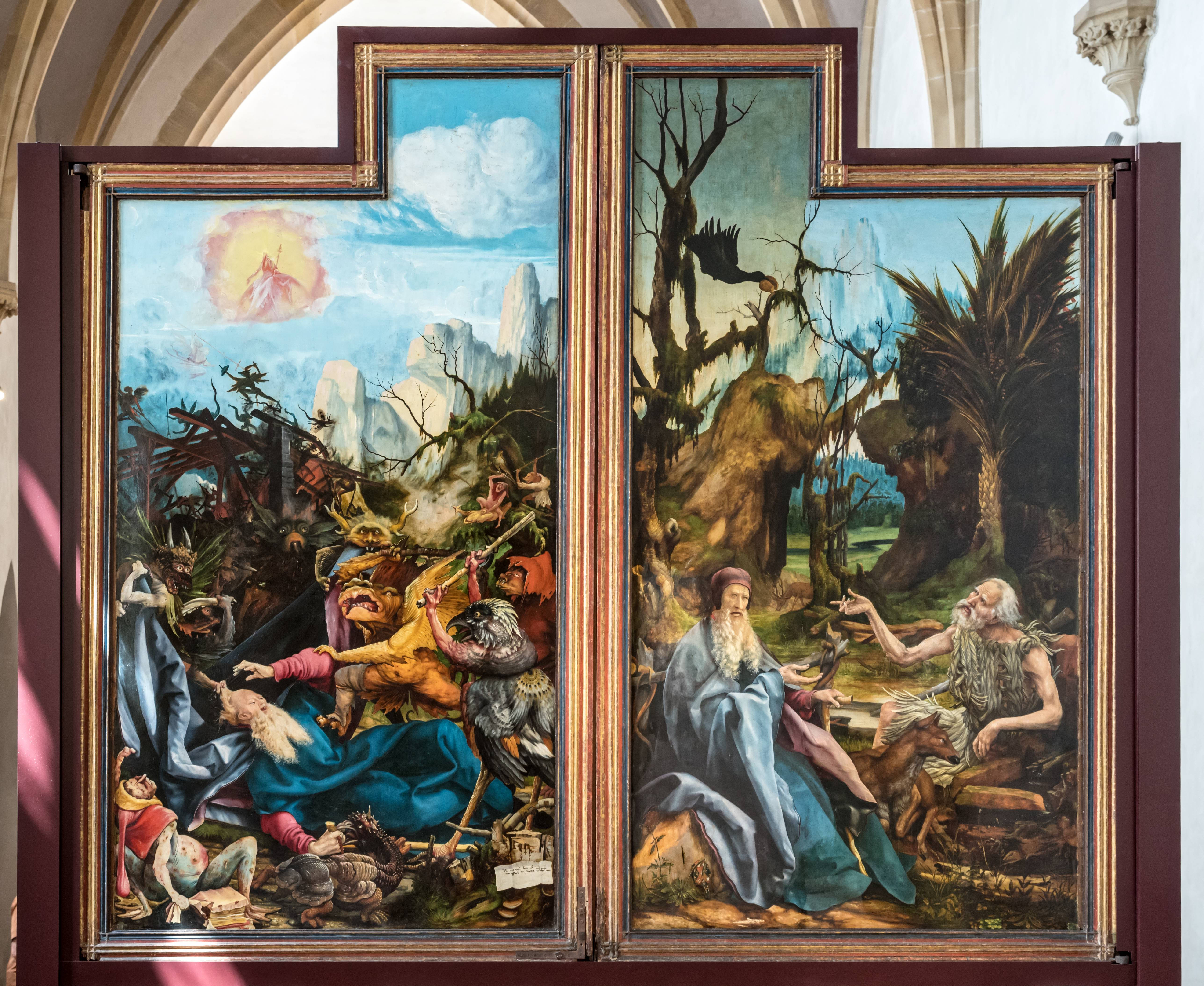
Visite de saint Antoine à saint Paul / Tentation de saint Antoine.
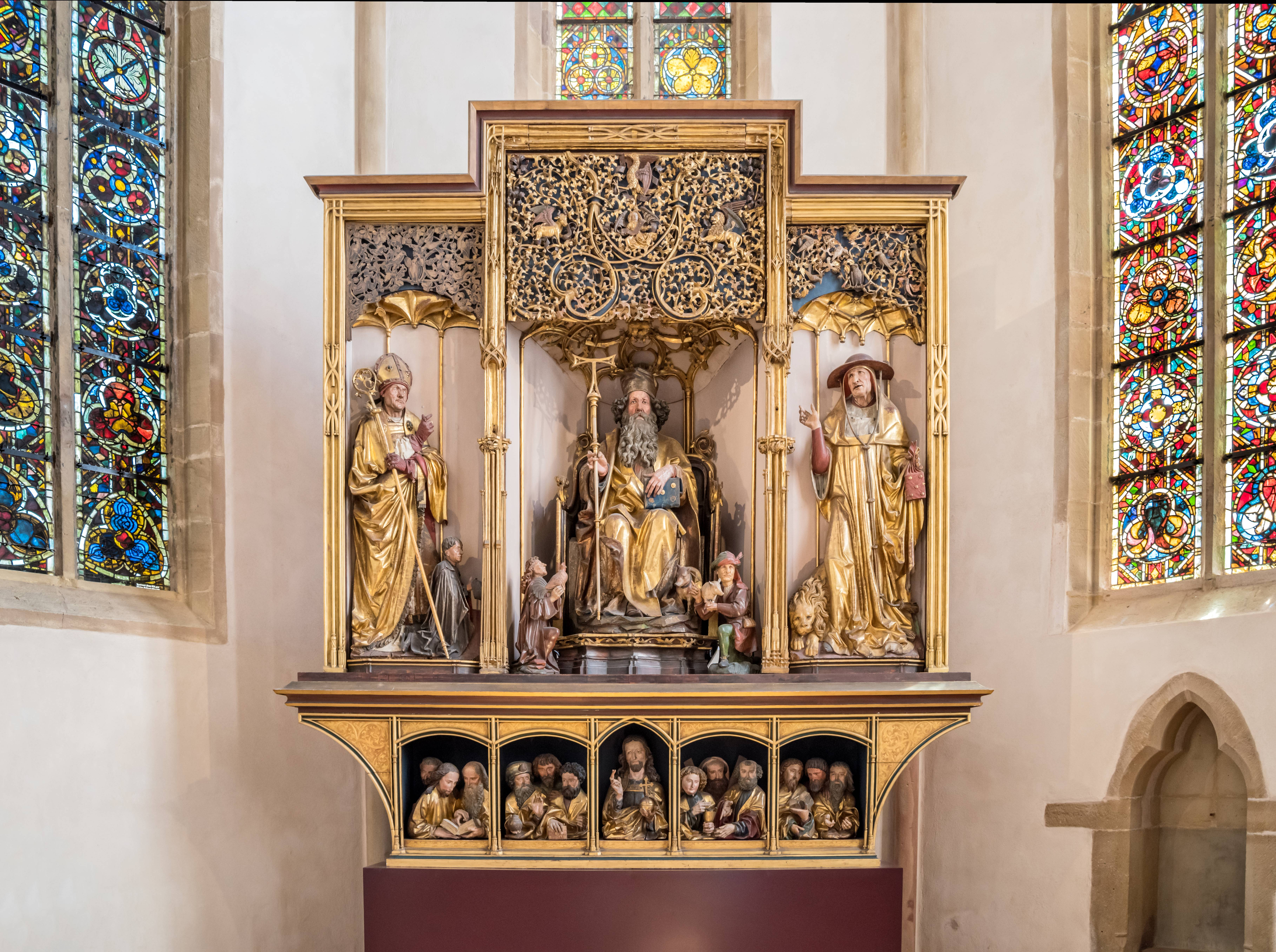
sculptures / Le Christ et les douze apôtres.

Caspar Isenmann, retable de Saint-Martin
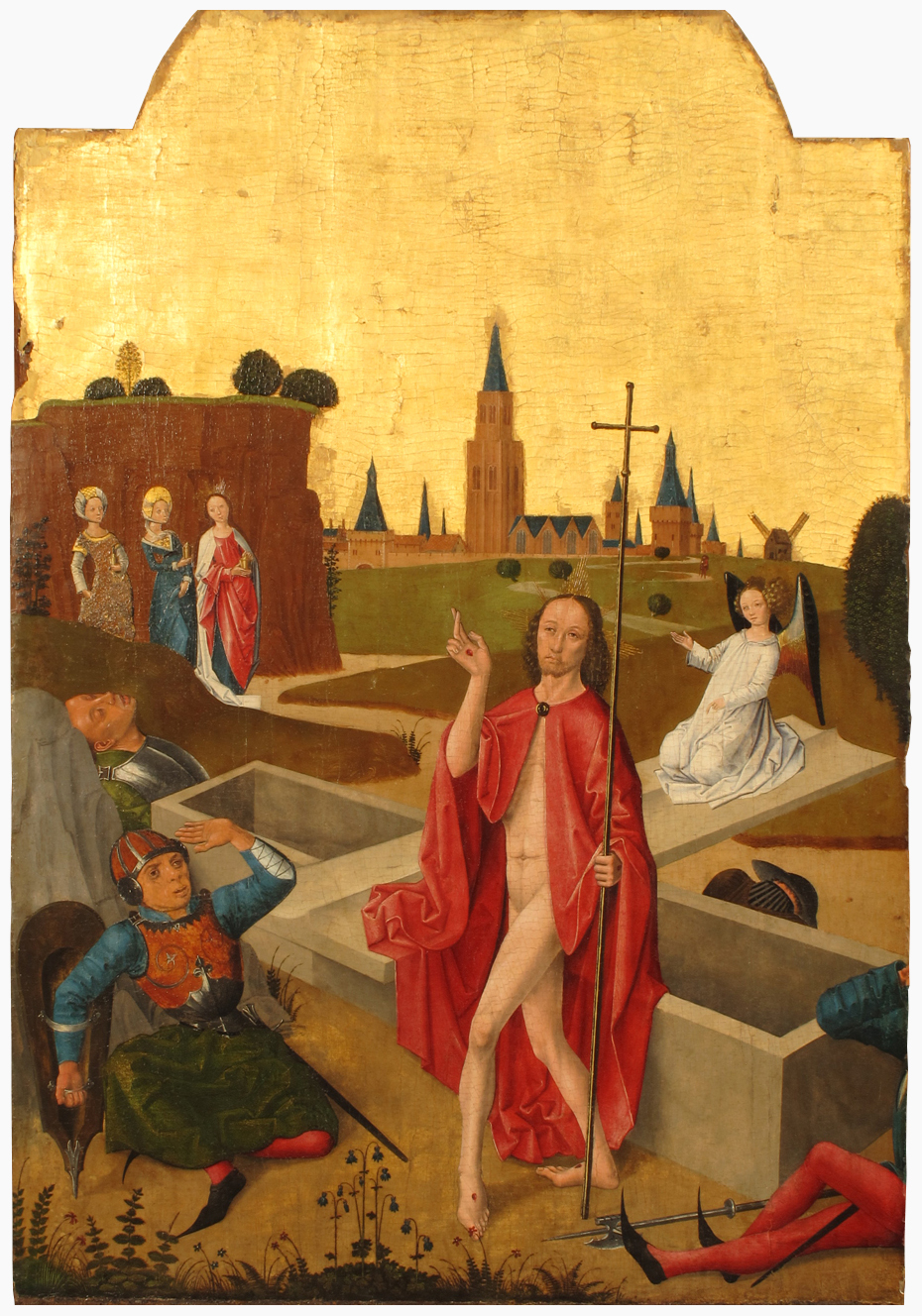
Résurrection.
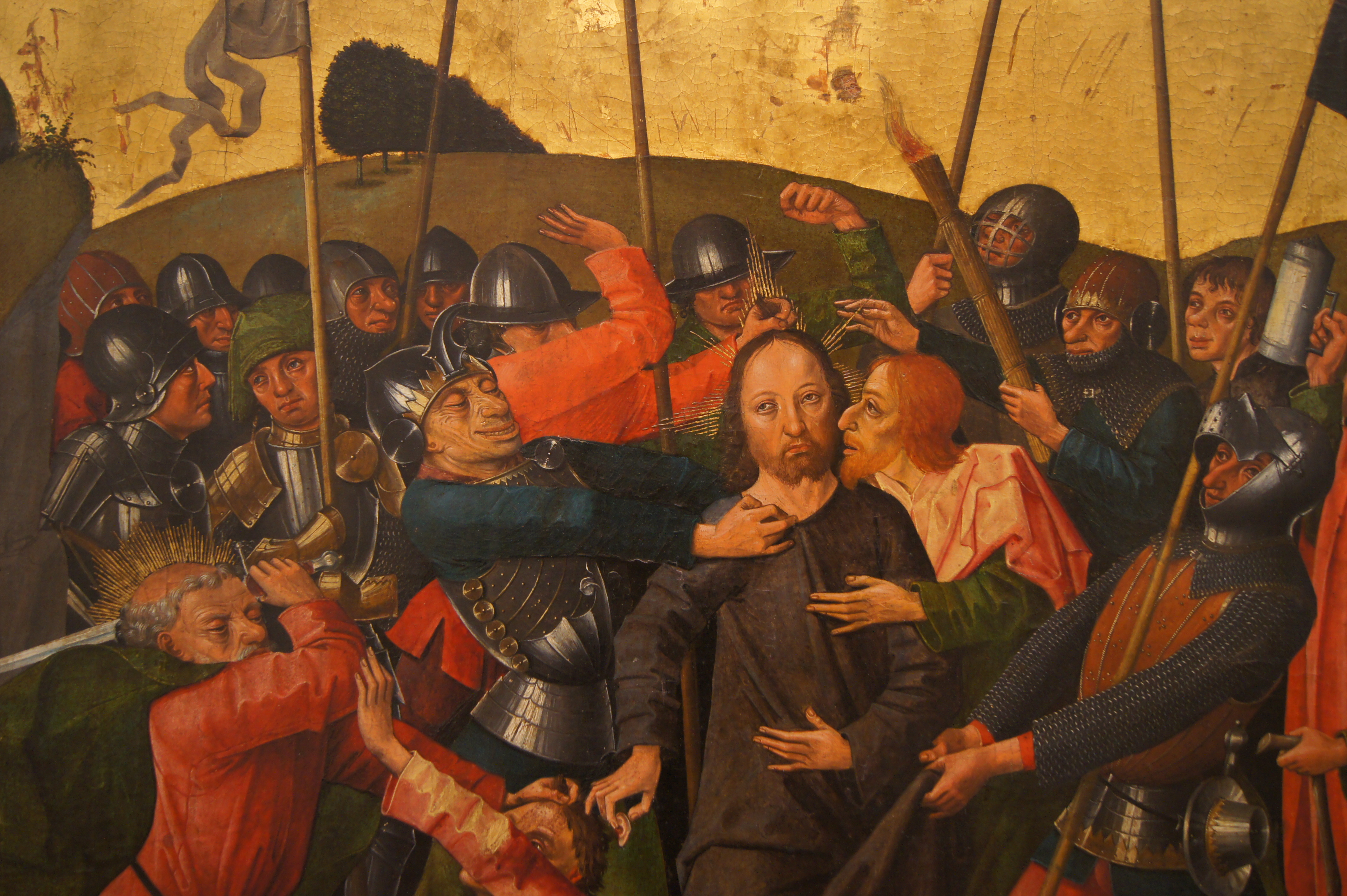
L'arrestation de Jésus.
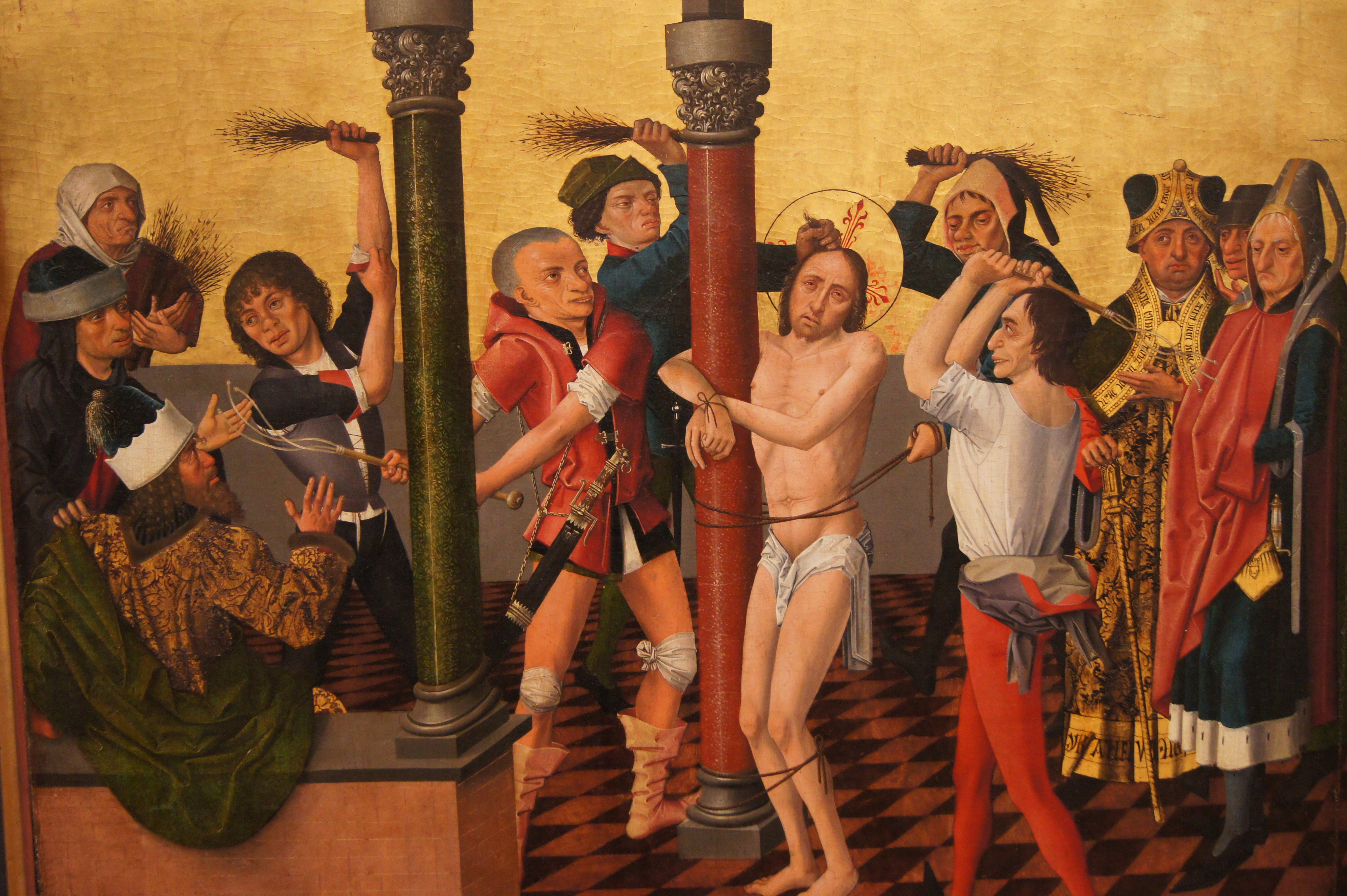
Flagellation.
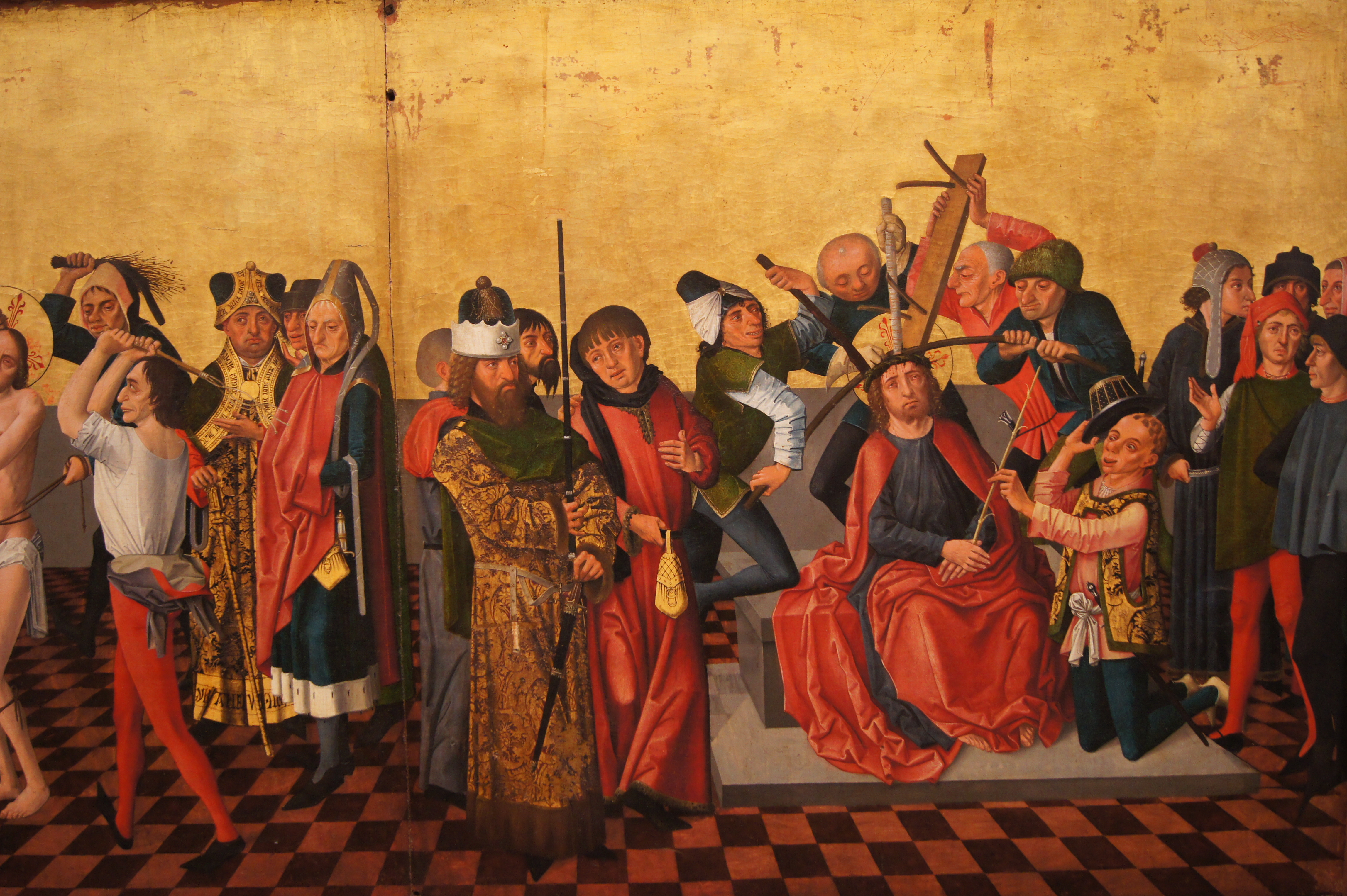
Couronnement d'épines.

autres retables
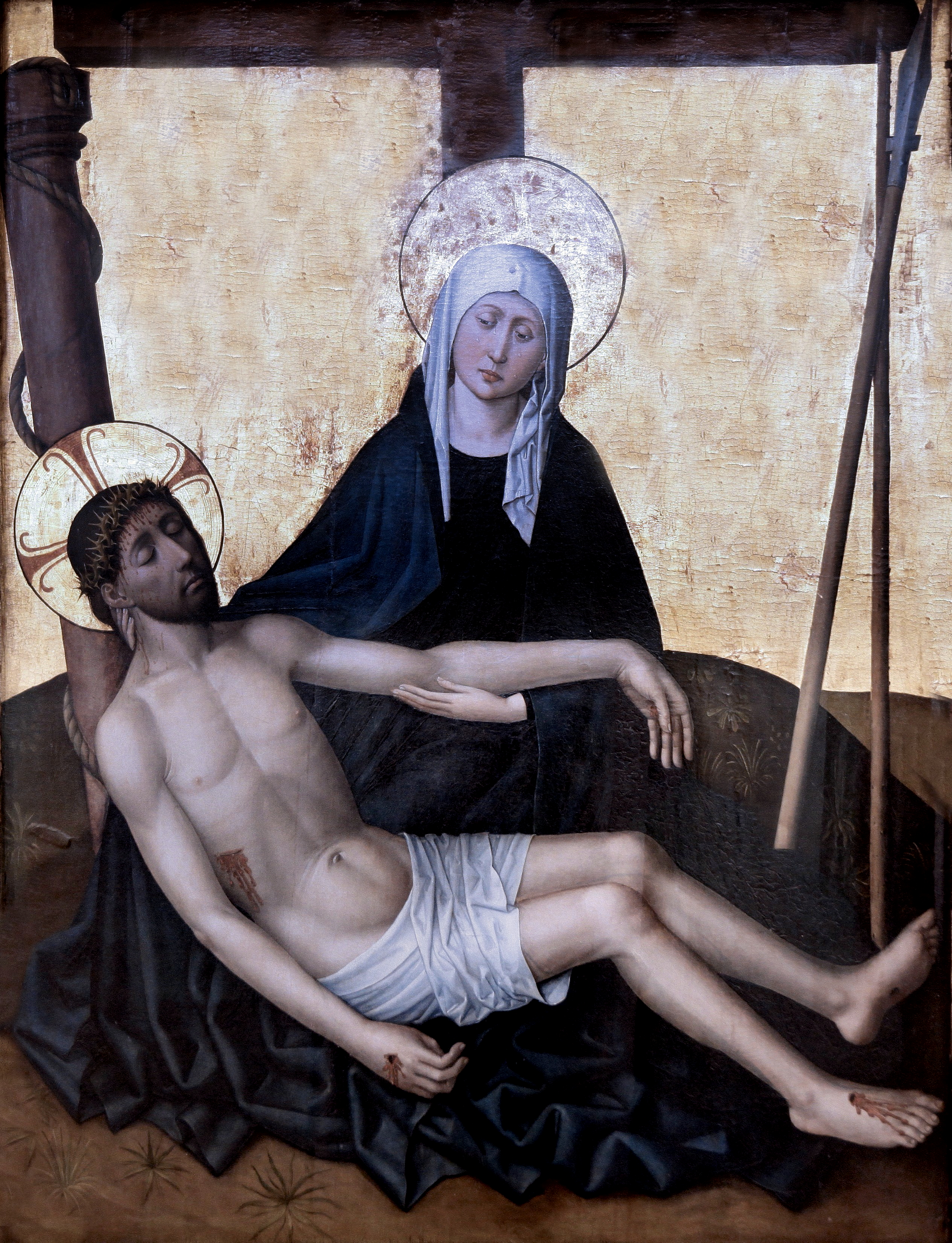
Maître du Retable de Stauffenberg, Retable de Stauffenberg (détail).
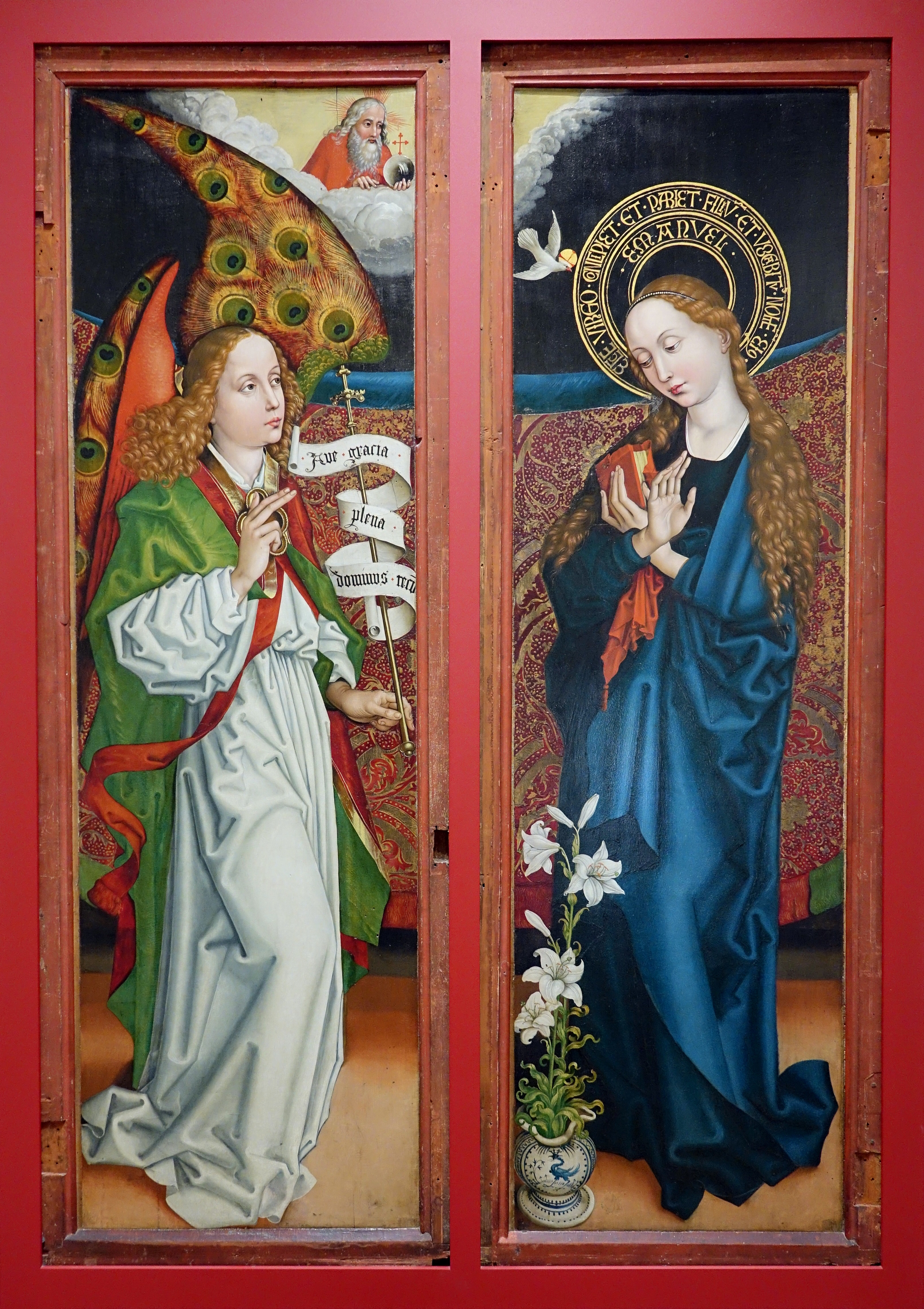
Martin Schongauer, Retable d'Orlier (détail).
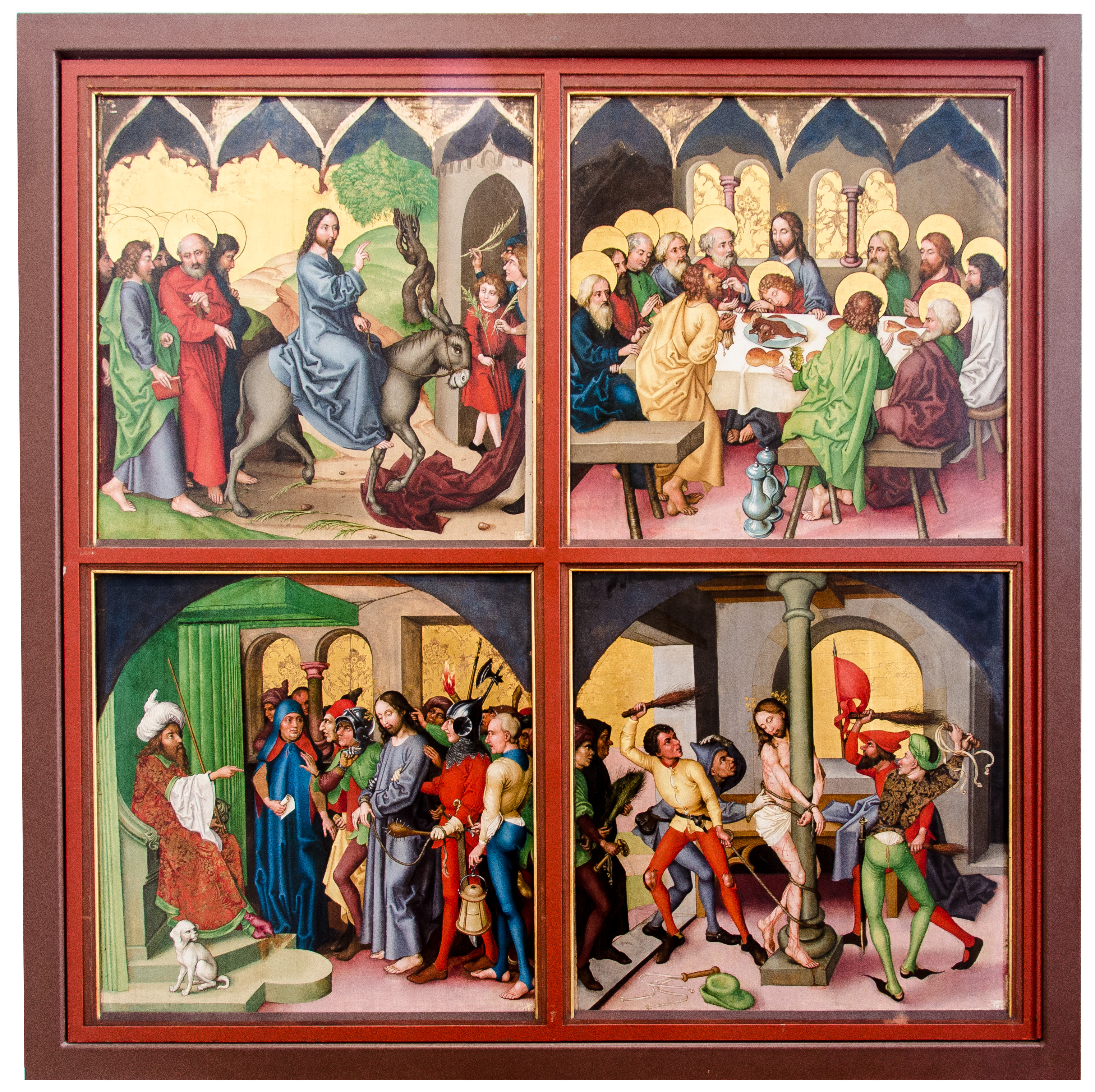
Martin Schongauer et atelier, Retable des dominicains (détail).
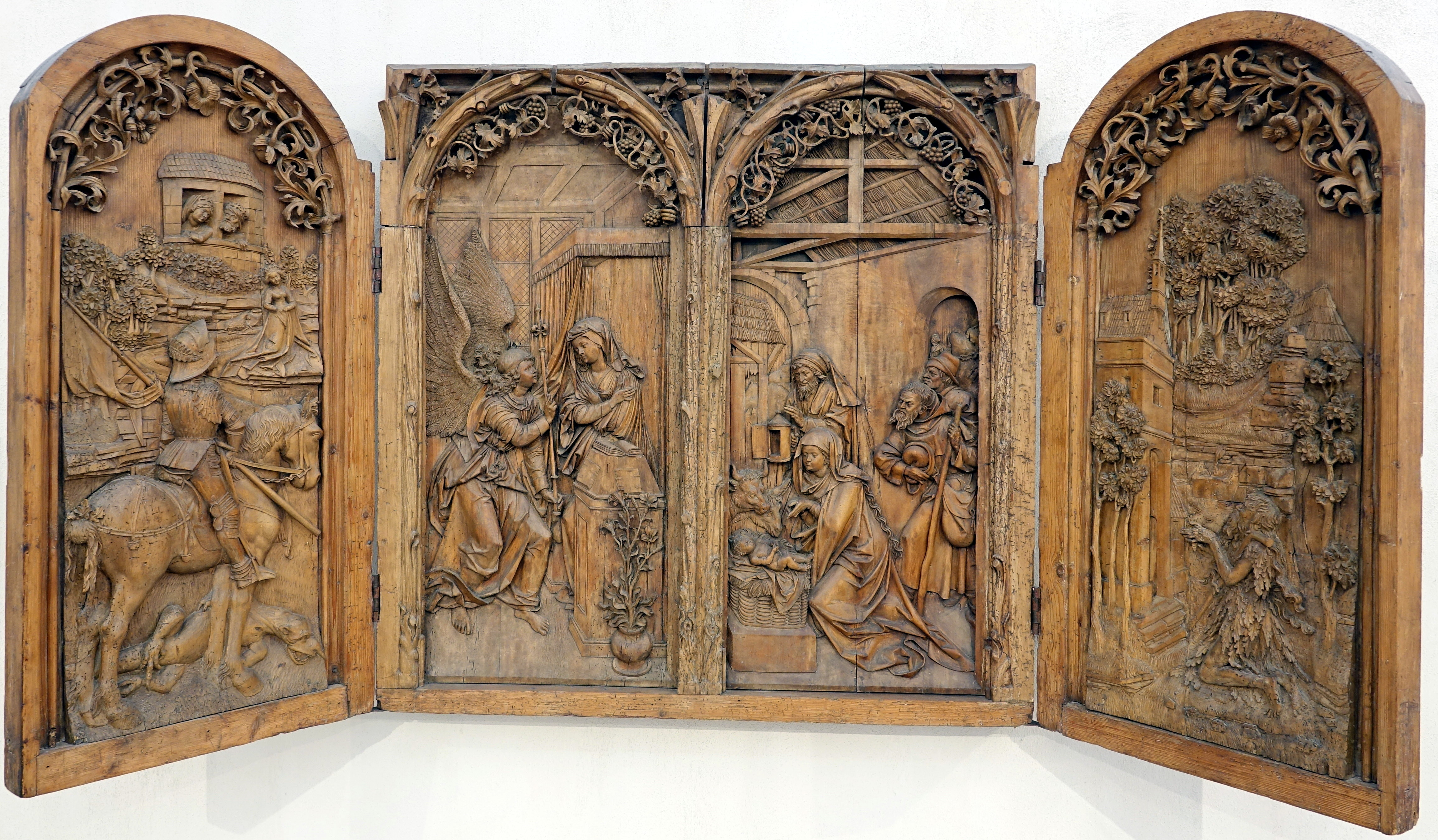
Retable de Bergheim.
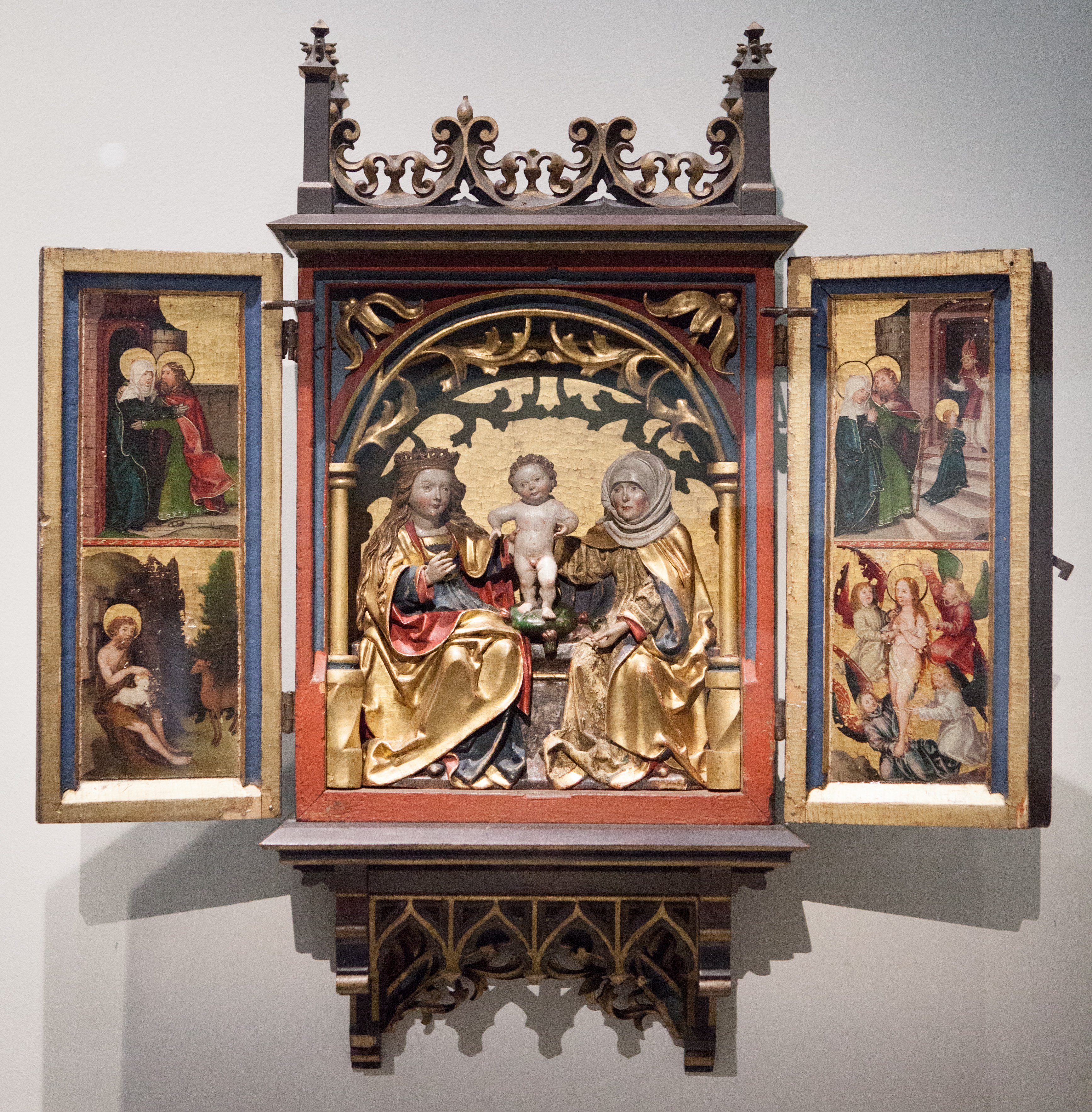
Retable de Sainte Anne Trinitaire.
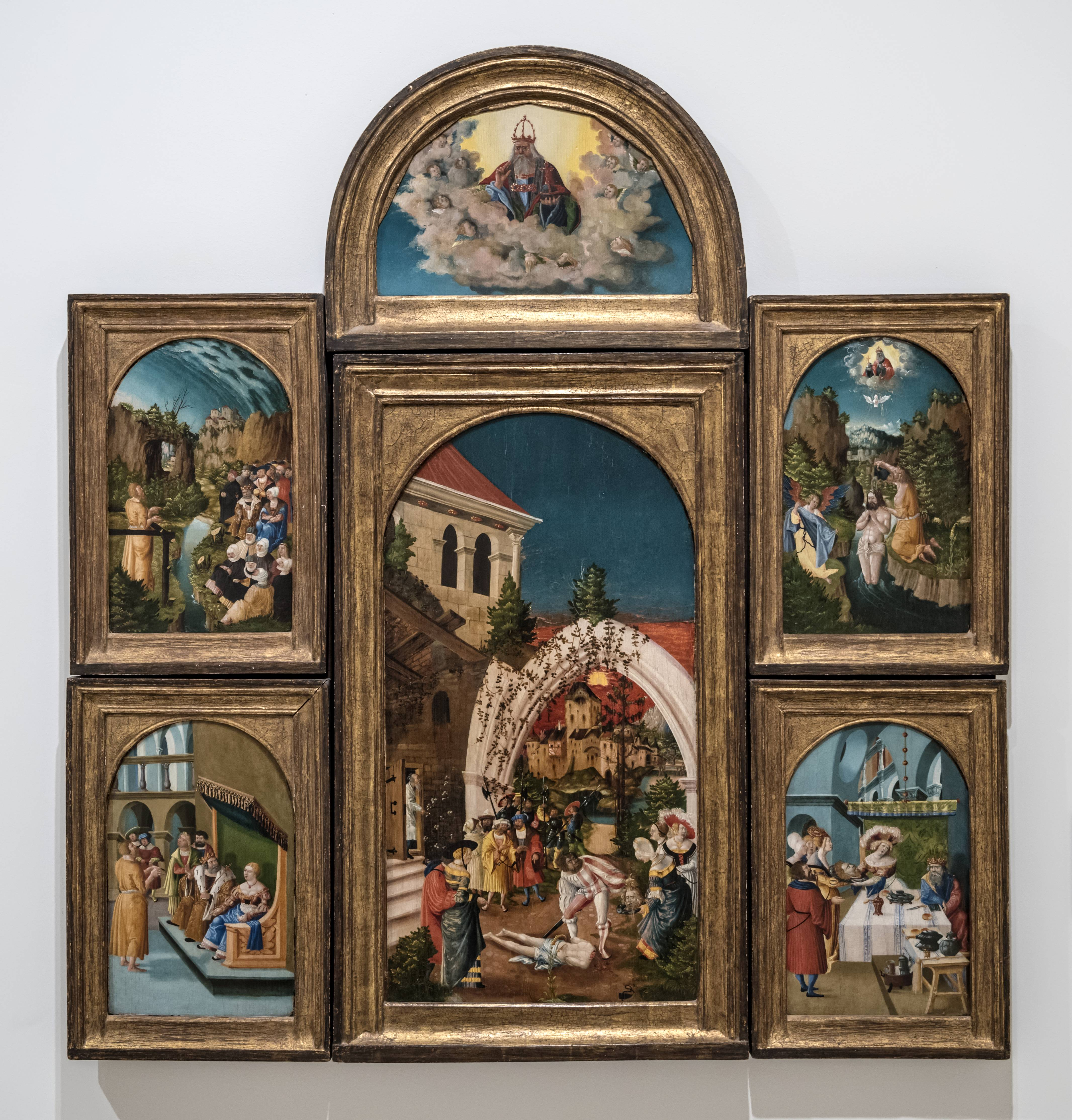
Retable de Saint-Jean Baptiste.
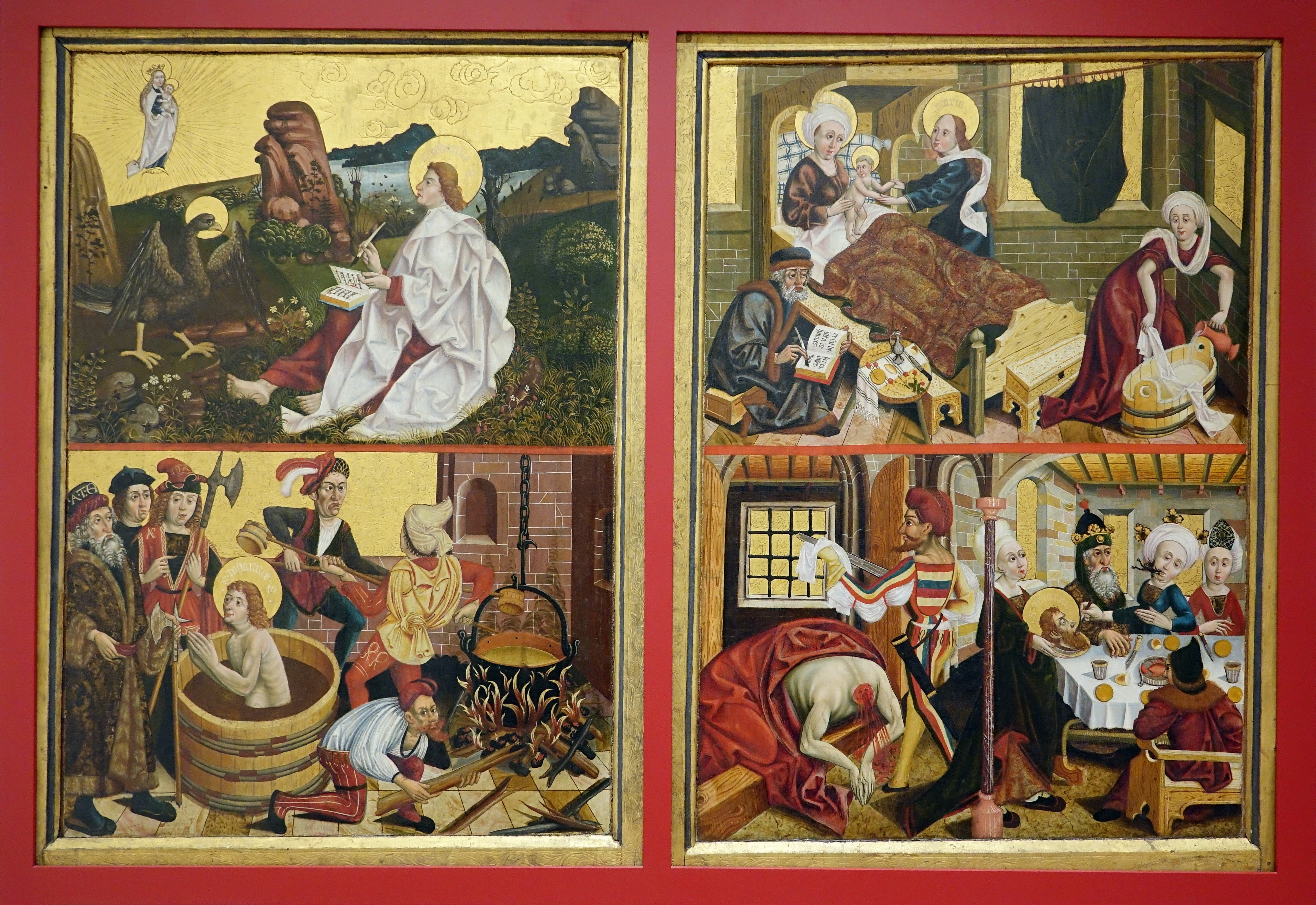
Retable de Saint-Georges (XVe siècle).
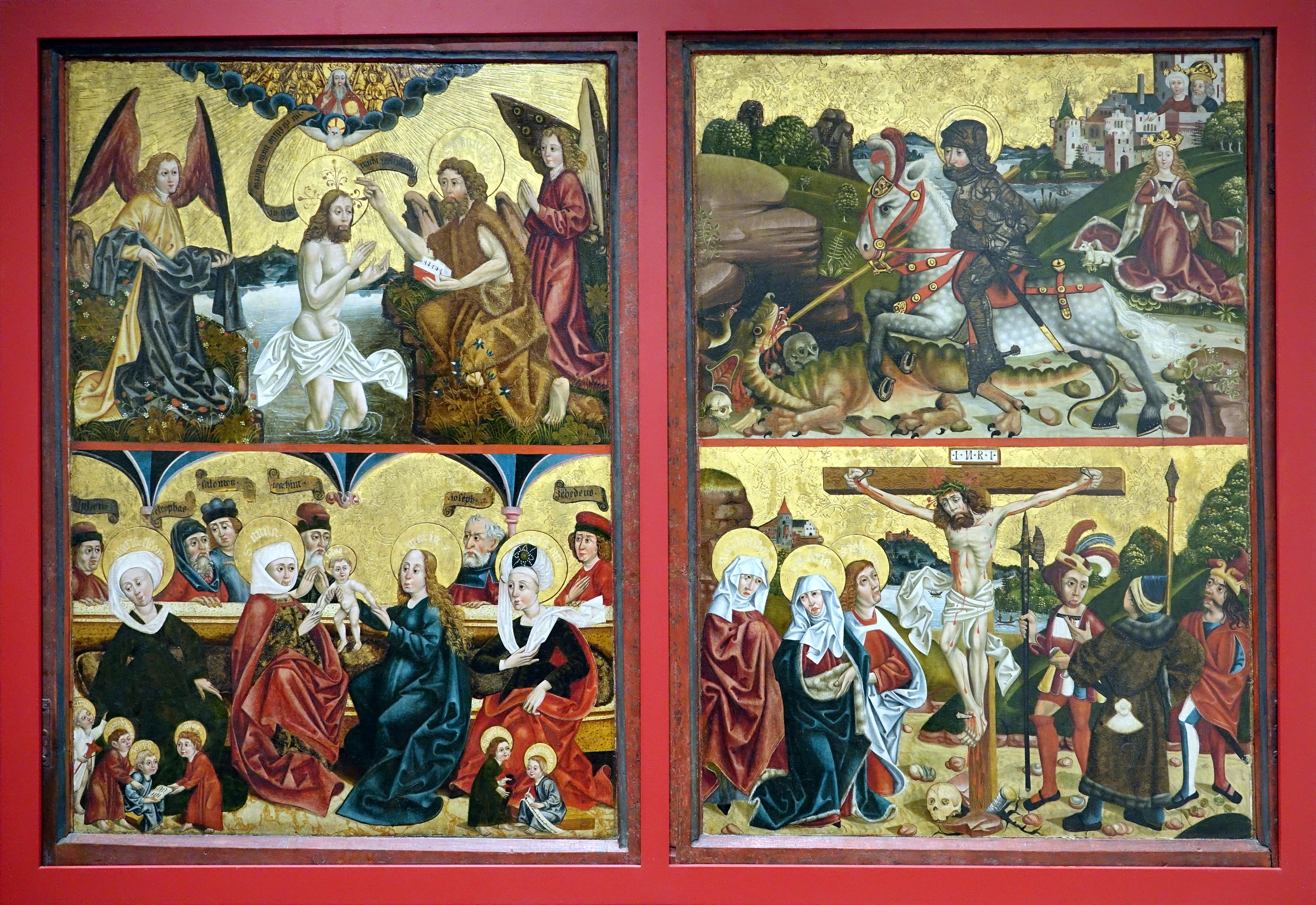
Retable de Saint-Georges (XVe siècle).

### Sculpture

Chapiteaux de l'église abbatiale d'Alspach
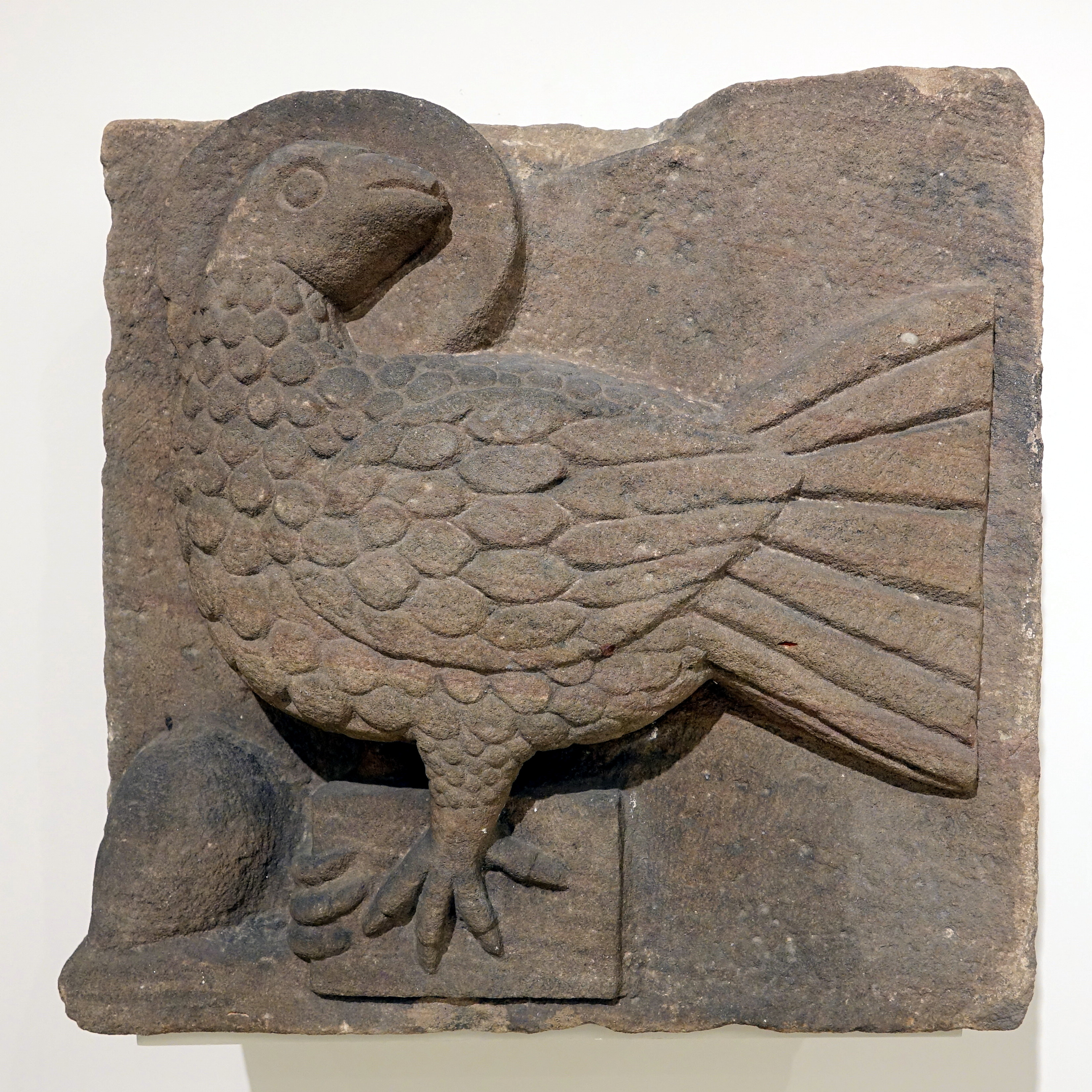
Aigle de saint Jean (XIIe siècle).
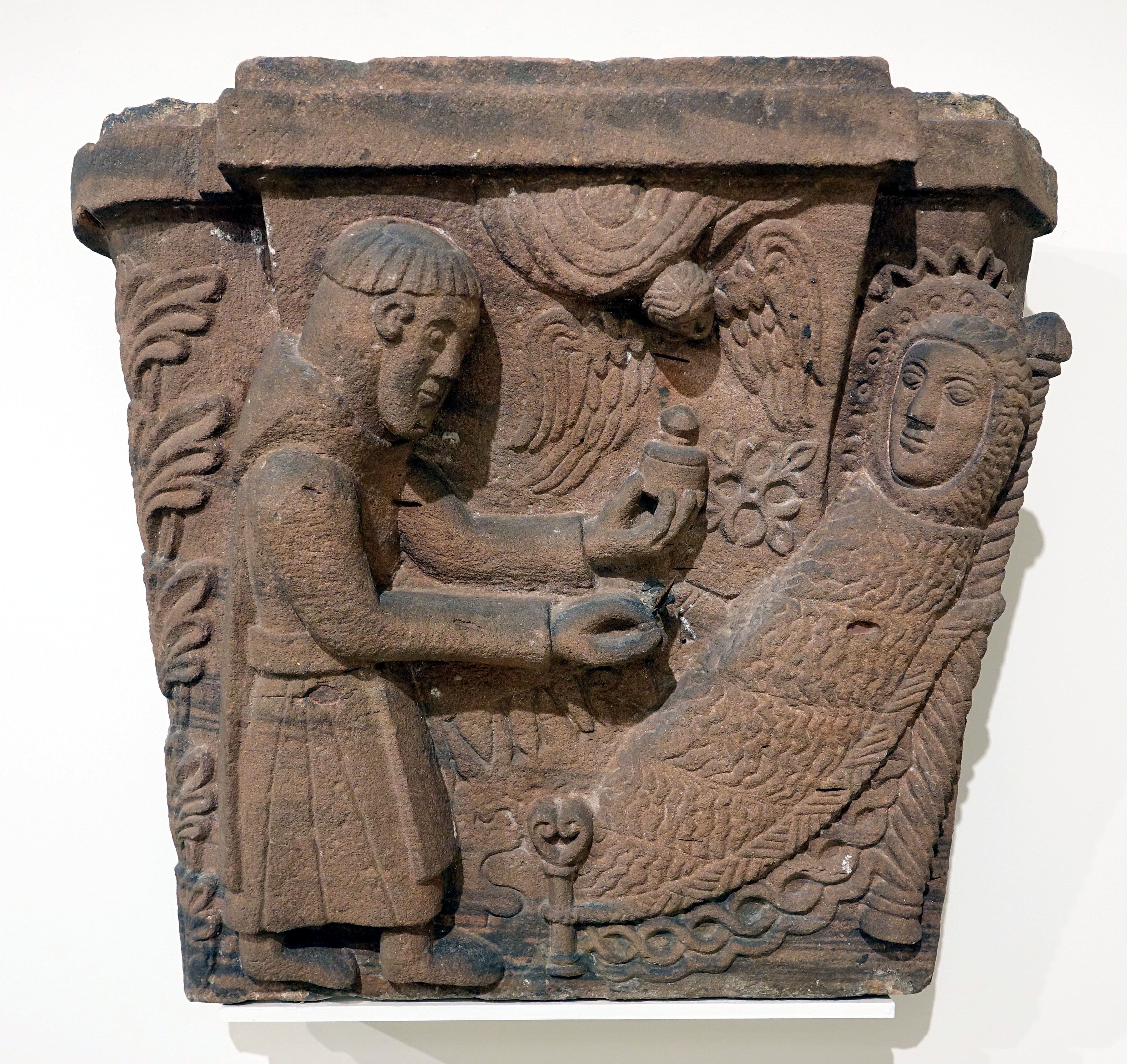
Dernière communion de sainte Marie l'Égyptienne (XIIe siècle).
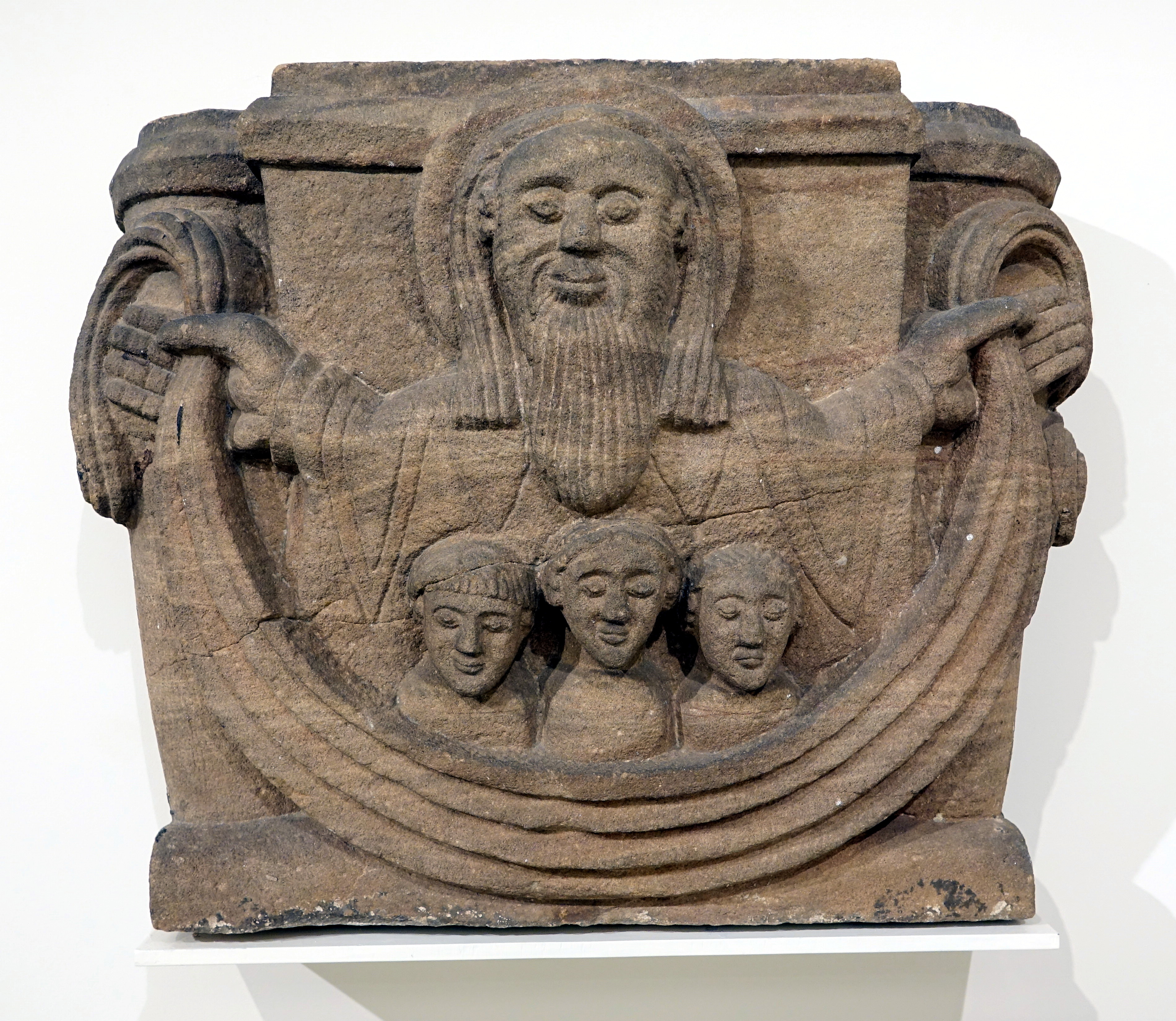
Les Justes dans le sein d'Abraham (XIIe siècle).
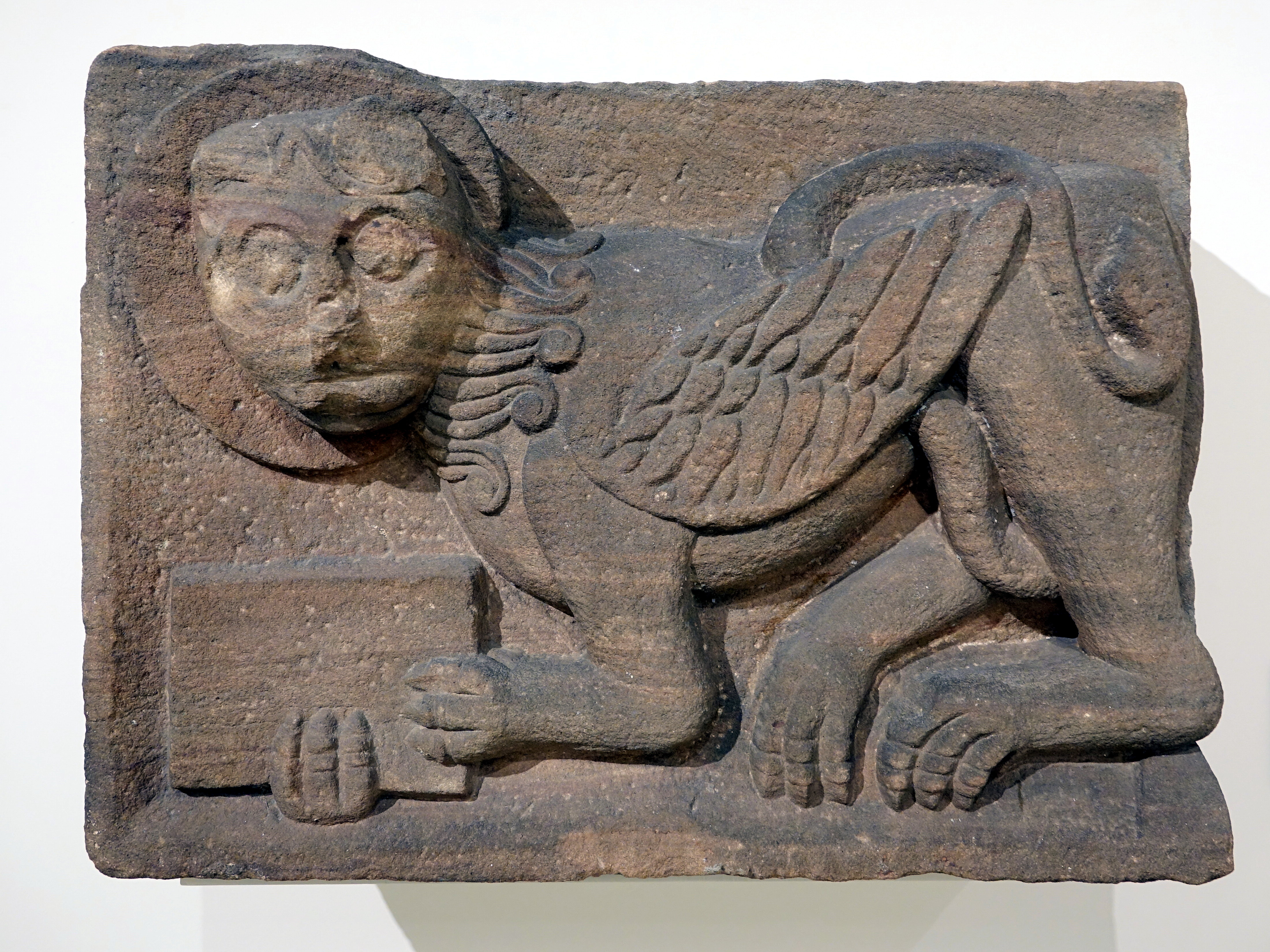
Lion de saint Marc (XIIe siècle).
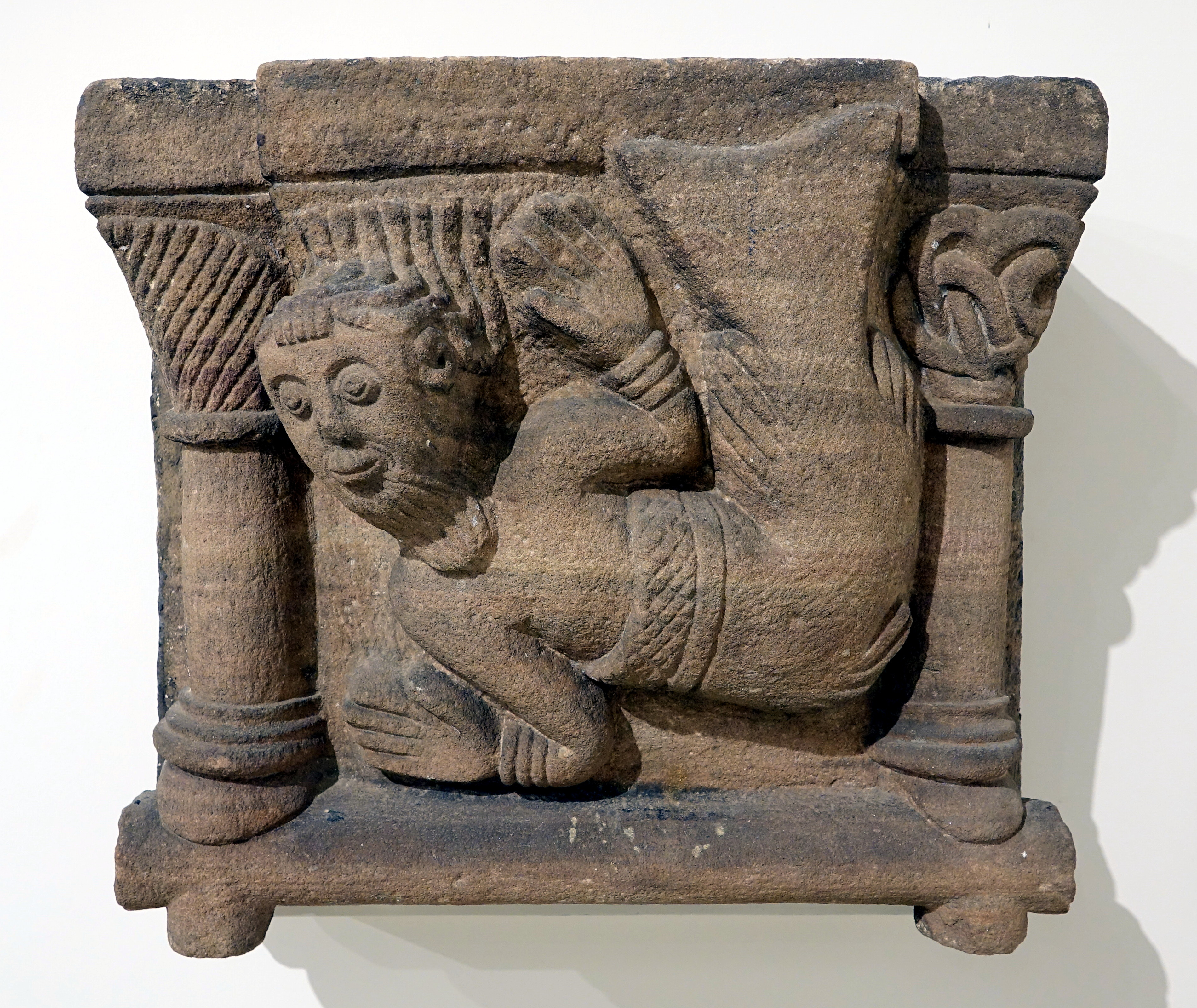
Triton (XIIe siècle).

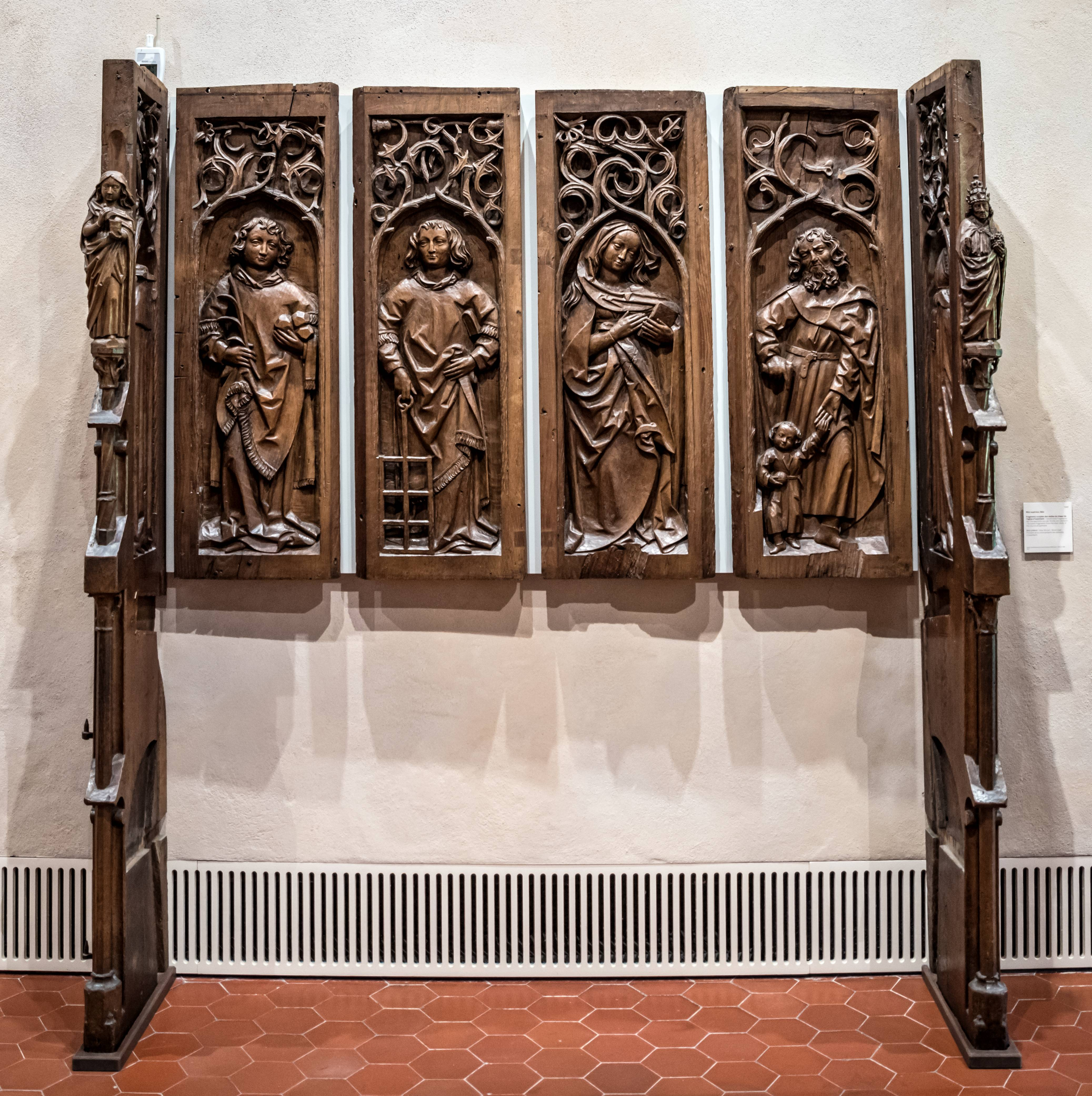
Stalles gothiques de l'ancien couvent d'Unterlinden.
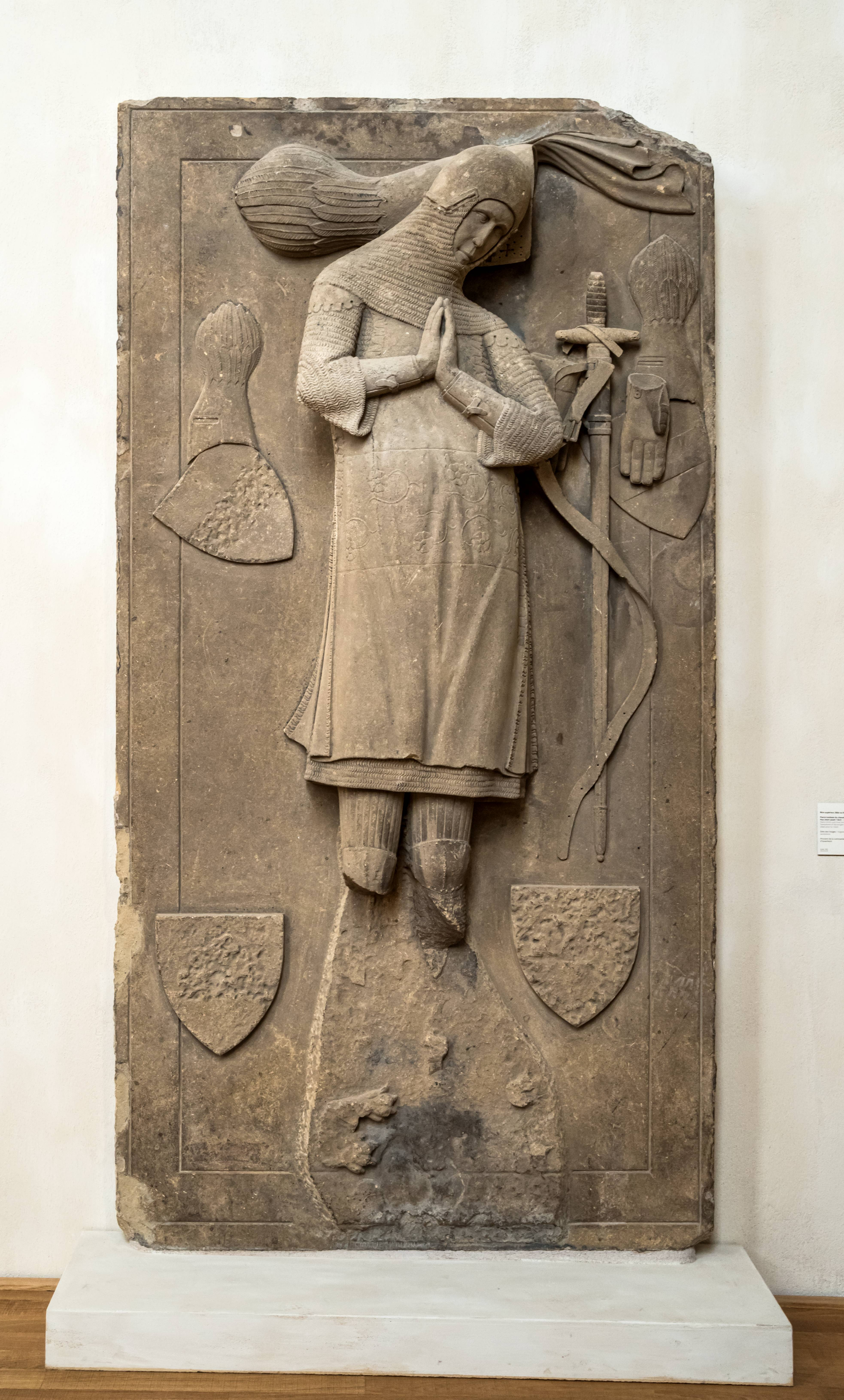
Dalle funéraire d'un chevalier du XIVe siècle.
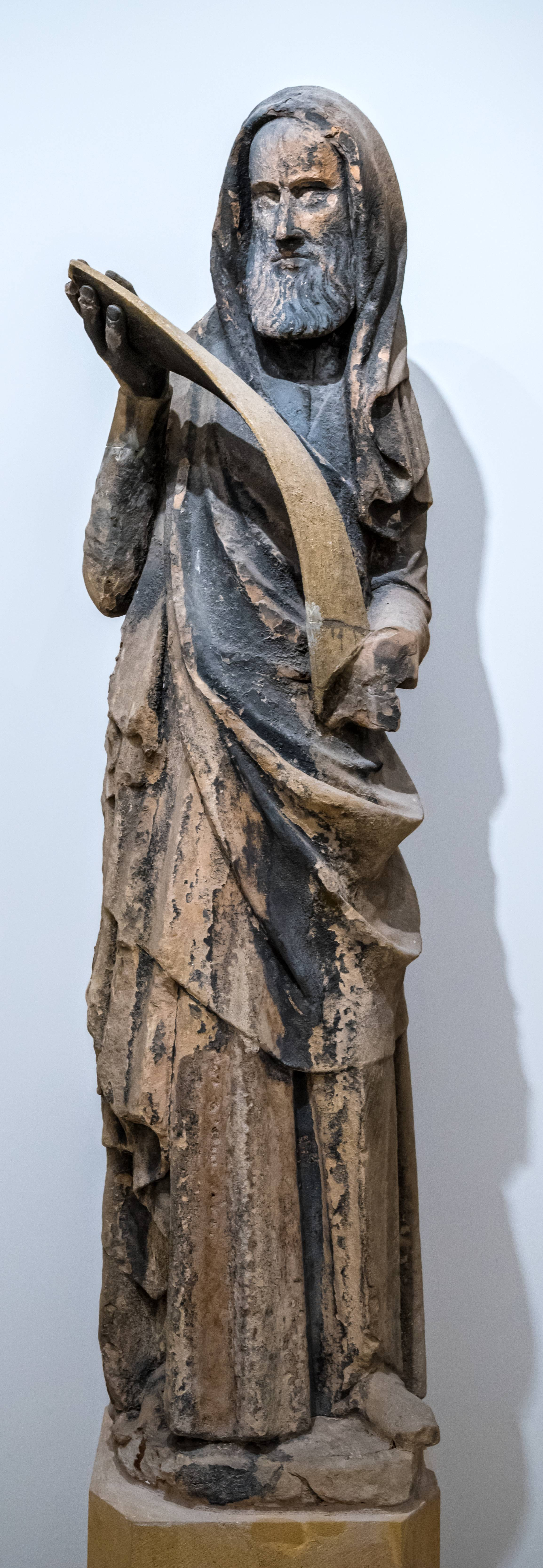
Statue du XIVe siècle, en grès, provenant de la collégiale Saint-Martin : Prophète.
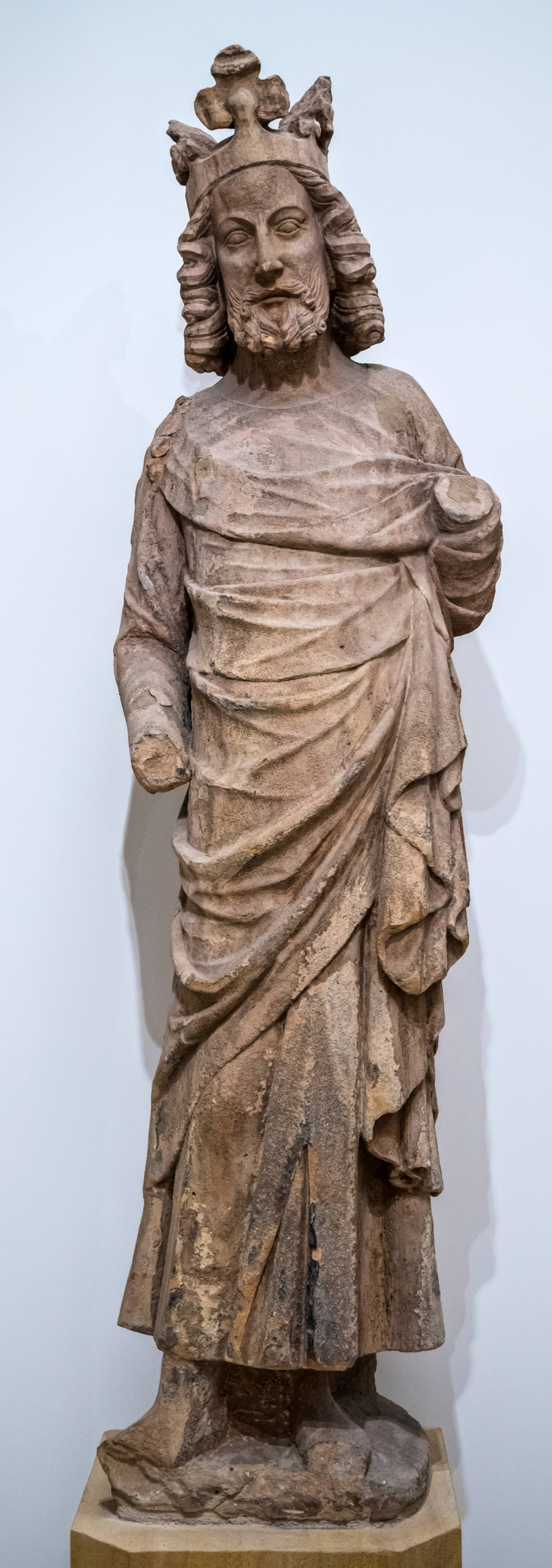
Statue du XIVe siècle, en grès, provenant de la collégiale Saint-Martin : Roi.
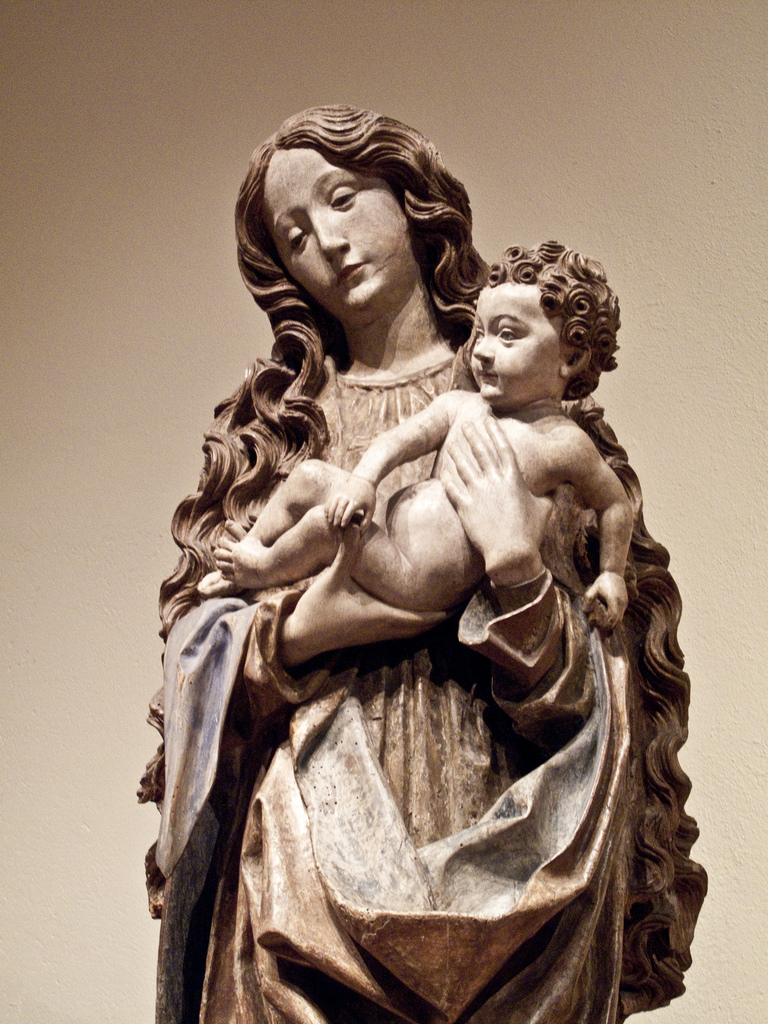
Statue en bois polychrome, vers 1480 : Vierge de Niedermorschwihr.
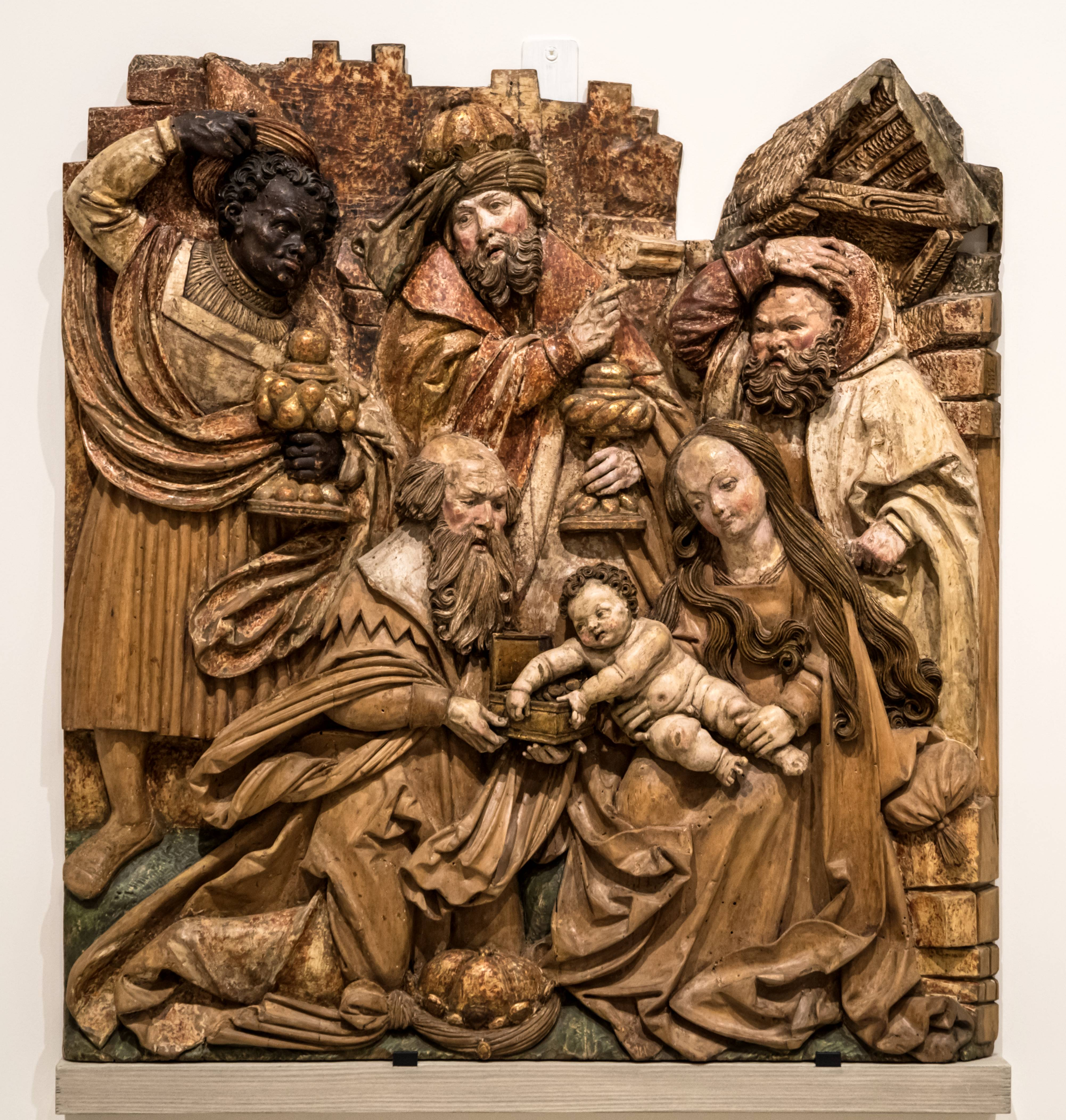
Relief en bois polychrome, vers 1520 : Adoration des mages.
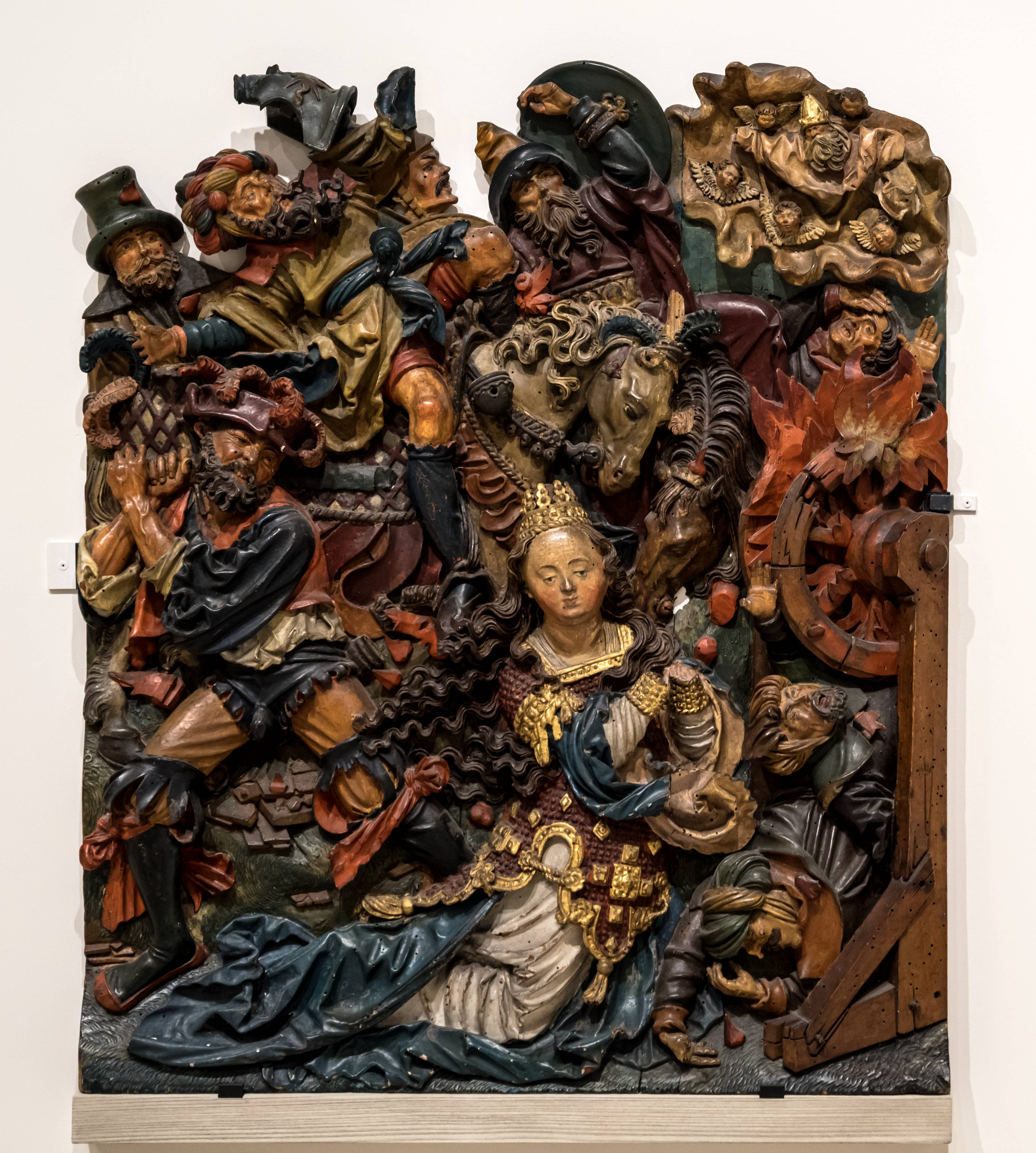
Relief en bois polychrome, vers 1520 : Martyre de Sainte Catherine.
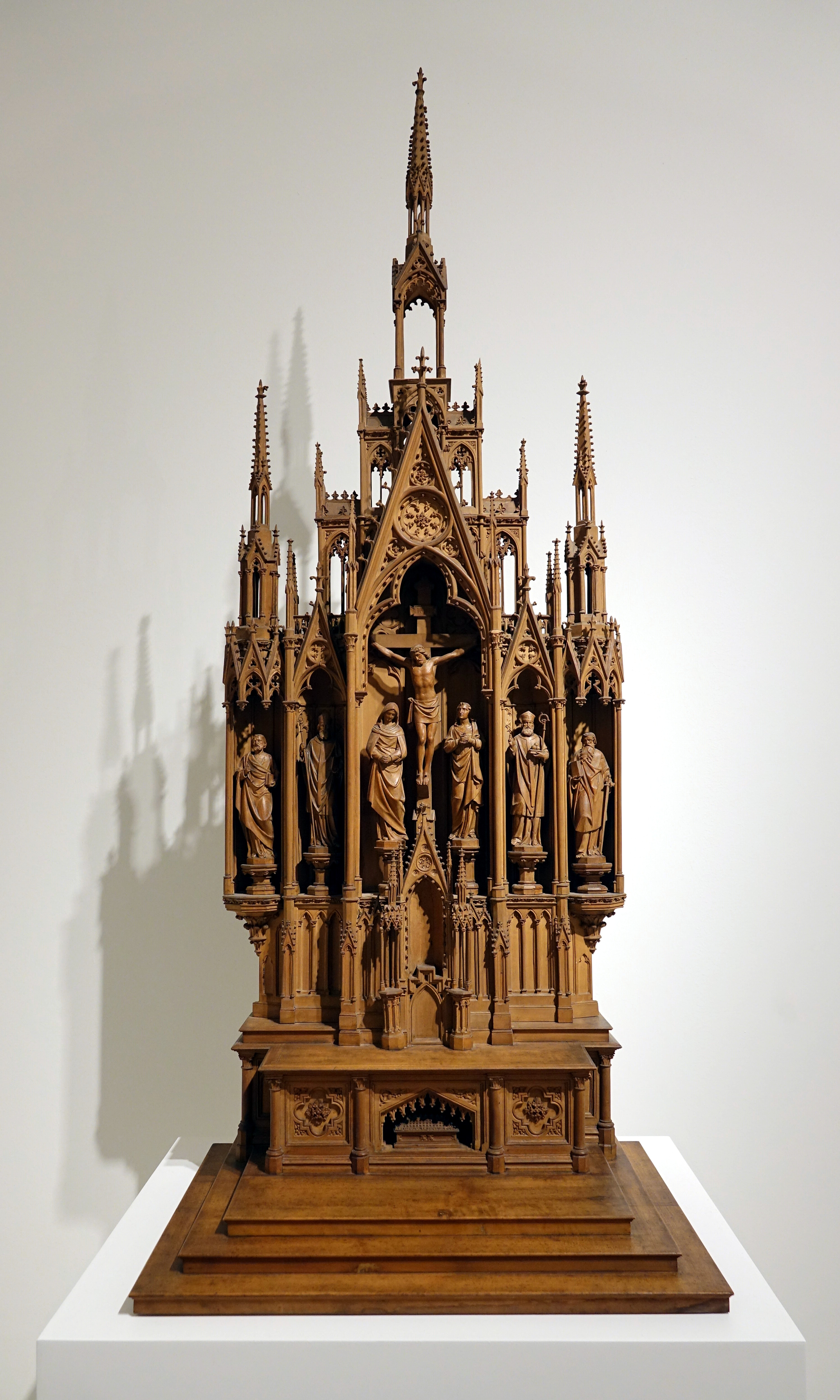
Théophile Klem, maquette du maître-autel de la basilique Saint-Epvre de Nancy (vers 1864).
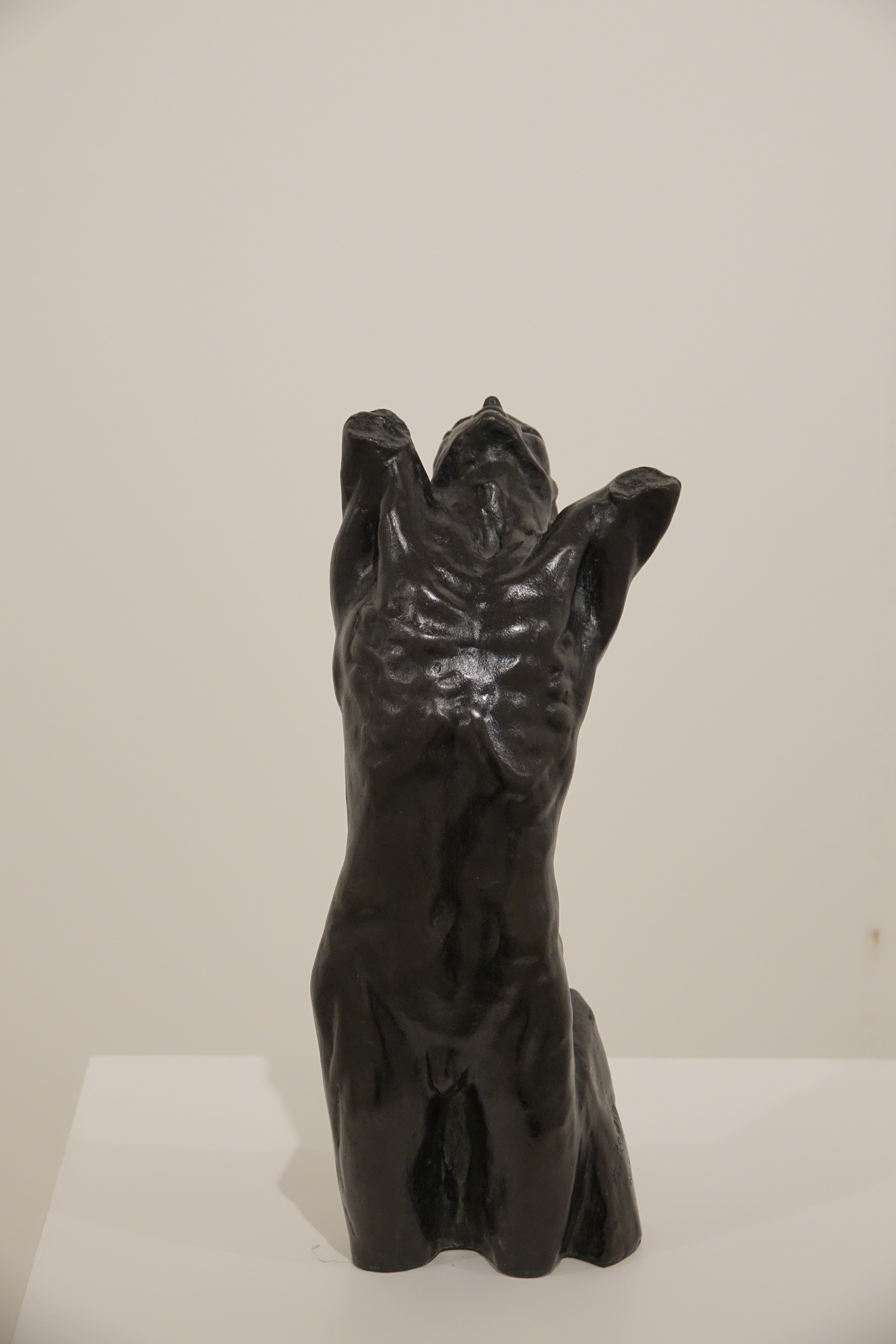
Auguste Rodin, Torse de l'adolescent désespéré (1882-1899).

### Autre

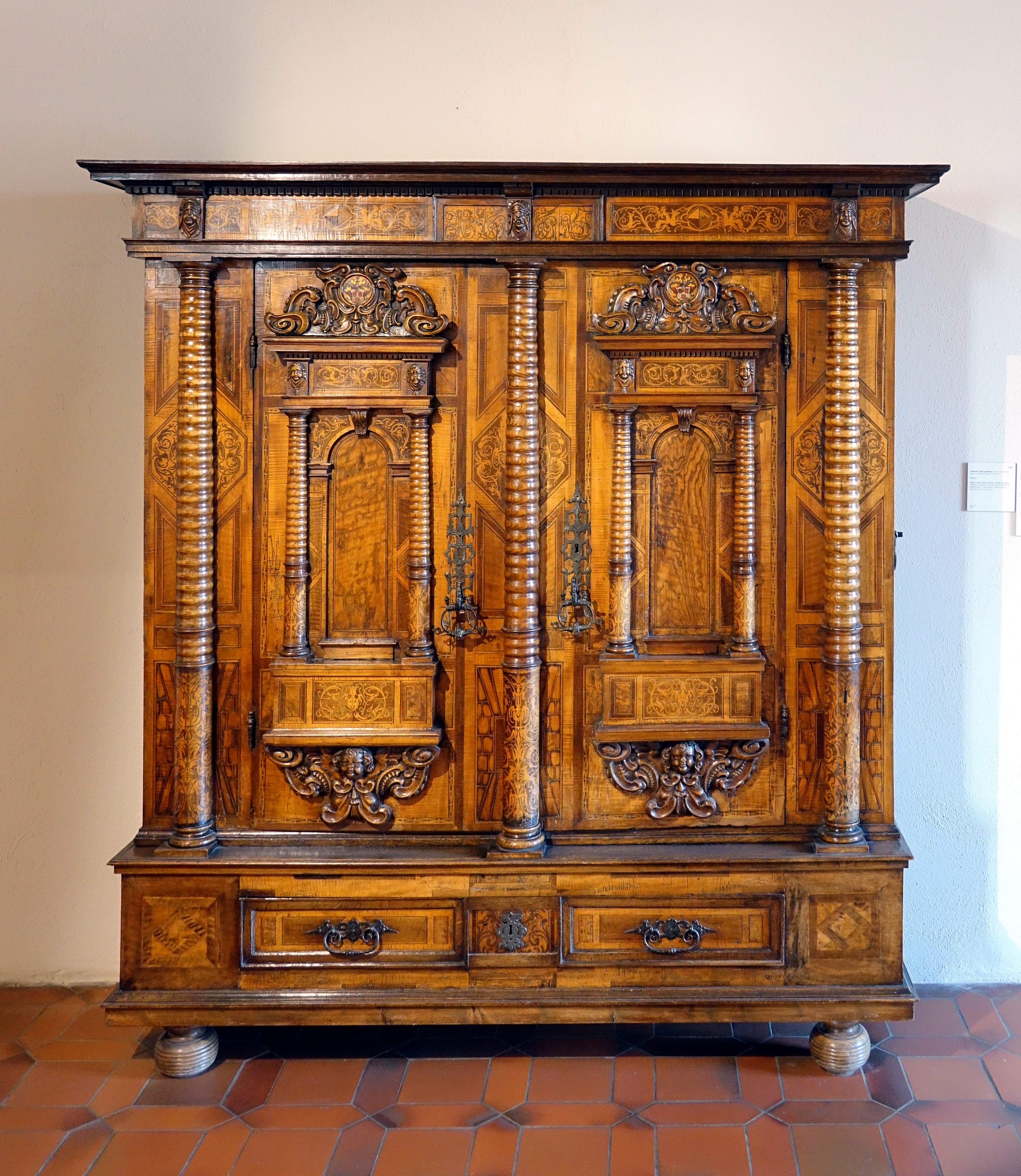
Armoire à sept colonnes (1665).

## Extension du musée
L'extension du musée d'Unterlinden a été confié au cabinet d’architecture suisse Herzog & de Meuron. Les travaux, réalisés de 2012 à fin 2015, ont coûté 43 917 000 d'euros. Il s'étend désormais sur une surface globale de 7 900 m2, comprenant l’actuel bâtiment, les anciens bains municipaux entièrement restructurés ainsi qu’un nouveau bâtiment en briques destiné à l’art du XXe siècle. La chapelle est reliée à son pendant moderne par une galerie souterraine, composée de trois salles d’exposition et surmontée d’un petit édifice qui marque l’entrée de l’ancienne ferme du couvent. Une place a été dégagée et le cours d’eau du Logelbach qui la traversait a été ouvert. Une cour plantée de pommiers et entourée d’un mur rappelle, du côté du nouveau bâtiment, l’ancien cloître. Les  espaces intérieurs ont été réaménagés dans un langage contemporain blanc, épuré.
Trois temps architecturaux et muséologiques sont mis en valeur : 
- la chapelle abritant le retable d'Issenheim de Matthias Grünewald et le cloître accueillent les collections médiévales ;
- les anciens bains celles du XIXe siècle ;
- les collections du XXe siècle ainsi que les expositions temporaires sont présentées dans le nouveau bâtiment.

Il a rouvert le 12 décembre 2015 et a été inauguré officiellement par le président de la République, François Hollande, le 23 janvier 2016.

## Fréquentation
| 2002    | 2003    | 2004    | 2005    | 2006    | 2007    | 2008    |
| ------- | ------- | ------- | ------- | ------- | ------- | ------- |
| 235 157 | 212 222 | 209 000 | 203 494 | 193 090 | 192 380 | 183 000 |
| 2009    | 2010    | 2011    | 2012    | 2013    | 2014    | 2015    |
| 177 053 | 179 140 | 150 878 | 164 763 | 159 511 | 293 850 | 213 530 |
| 2016    | 2017    | 2018    | 2019    | 2020    |         |         |
| 247 533 | 192 530 | 196 614 | 186 167 | 54 861  |         |         |